# Llista de personatges històrics contemporanis a l'òpera
A la llista de personatges històrics contemporanis a l'òpera consten noms de personalitats històriques posteriora a 1800 que apareixen com a personatges en obres escèniques musicals: òperes, operetes, sarsueles i altres obres similars.
Habitualment, la veritat històrica s'hi sacrifica per la dramatúrgia, la qual cosa provoca que:
- apareguin barrejats personatges històrics i ficticis
- que es barregin fets o personatges històrics que, en realitat, no van poder trobar-se
- alguns fets històrics canvien la cronologia o els llocs on van esdevenir
- els personatges històrics participen en fets ficticis, i personatges ficticis en fets reals
- els actes de personatges reals s'atribueixen a persones diferents

Els personatges d'altres etapes històriques es poden trobar a:
- Llista de personatges històrics de l'Antiguitat a l'òpera
- Llista de personatges històrics medievals a l'òpera
- Llista de personatges històrics de l'Edat Moderna a l'òpera

Els títols d'òpera on apareix el nom del personatge citat es mostren en negreta. L'ordenació és cronològica; i ressegueix els principals períodes històrics i, dintre dels quals, per llocs.
La citació pot incloure: Autors de la música. Títol de l'òpera (data d'estrena, lloc d'estrena; autors del llibret).

## 1801-1850

### Espanya
Federico Gravina, Cosme de Churruca
Dionisio Alcalá Galiano
- Gerónimo Giménez: Trafalgar (1890, 20-12, T. Principal, Barcelona ; Javier de Burgos) (no hi apareixen sobre l'escena, però hi ha constants referències)[1]

Cosme de Churruca, militar espanyol mort a Trafalgar
- Joaquín Valverde y Sanjuán, Rafael Calleja: Biblioteca popular (1905, 20-10, T. Eslava, Madrid ; Luis de Larra), "revista simbólica"; paper mut

Gaspar Melchor de Jovellanos, escriptor i polític espanyol
- Francisco Asenjo Barbieri: Pan y toros (1864, 22-12, T. Zarzuela, Madrid; José Picón), sarsuela en tres actes

Pepe Hillo, Pedro Romero, toreros espanyols
- Francisco Asenjo Barbieri: Pan y toros (1864, 22-12, T. Zarzuela, Madrid; José Picón), sarsuela en tres actes
- Guillermo Cereceda: Pepe Hillo (1870, 1-10, T. de los Bufos Arderius, Madrid ; Ricardo Puente y Brañas)

María del Rosario Fernández, la Tirana, actriu espanyola
- Francisco Asenjo Barbieri: Pan y toros (1864, 22-12, T. Zarzuela, Madrid; José Picón), sarsuela en tres actes
- Luis Foglietti, Eduardo Arderius: La Tirana (1905, 18-9, T. Martín, Madrid ; Deusdedit Criado),[2] sarsuela

Francisco Montes Paquiro, torero andalús
- Enric Granados: Goyescas (1916, 28-1, Metropolitan Opera, N. York; Fernando Periquet)

Luis Candelas, bandoler espanyol 
- Francisco Alonso: La calesera, sarsuela (1925, 12-12, T. de la Zarzuela, Madrid ; Emilio García del Castillo, Luis Martínez Román)

Francisco de Goya, pintor espanyol 
- Francisco Asenjo Barbieri: Pan y toros (1864, 22-12, T. Zarzuela, Madrid; José Picón), sarsuela en tres actes
- Federico Moreno Torroba: La Caramba (1942, 10-4, Madrid, T. de la Zarzuela; Luis Fernández Ardavín), sarsuela
- Gian Carlo Menotti: Goya (1986, 11-11, Kennedy Center, Washington DC ; G. C. Menotti)
- Jean Prodomidès: Goya (1996, J. Prodomidès)
- Michael Nyman: Facing Goya (2000, en una aparició, paper mut)

Ramón de la Cruz, dramaturg
- Guillermo Cereceda: Pepe Hillo (1870, 1-10, T. de los Bufos Arderius, Madrid ; Ricardo Puente y Brañas)

Isidre Lluçà, el Timbaler del Bruc
- Amadeu Vives, Vicent Lleó: Episodios nacionales (1908, 30-4, T. de la Zarzuela, Madrid ; Maximiliano Thous i Elías Cerdá),[3] revista històrica en set quadres
- Agustí Cohí Grau: El timbaler del Bruc (1964, estr.: 1966, 19-8, Plaça del Diamant, Barcelona ; Pere Gili)[4]

Agustina d'Aragó, defensora de Saragossa
- Jerónimo Jiménez: El estudiante de Maravillas (1889, 20-5, T. de Maravillas, Madrid ; Julián Castellanos y Velasco),[5] sarsuela
- Luis Leandro Mariani: Agustina de Aragón: episodio de la Guerra de la Independencia (1891, 21-12, T. Cervantes, Sevilla ; Benito Mas y Prat),[6] sarsuela
- Joaquín Valverde y Sanjuán, Rafael Calleja: Biblioteca popular (1905, 20-10, T. Eslava, Madrid ; Luis de Larra), "revista simbólica"
- Luis Leandro Mariani: Agustina de Aragón (1907, 18-6, T. Circo, Saragossa ; Sebastián Alonso Gómez i Francisco de Torres, a partir de Benito Mas y Prat),[7] sarsuela
- Amadeu Vives, Vicent Lleó: Episodios nacionales (1908, 30-4, T. de la Zarzuela, Madrid ; Maximiliano Thous i Elías Cerdá),[3] revista històrica en set quadres

Luis Rebolledo de Palafox, Marqués de Lazán, governador de Saragossa durant el setge
Jean-Antoine Verdier, general francès, comandant del setge de Saragossa
- Luis Leandro Mariani: Agustina de Aragón: episodio de la Guerra de la Independencia (1891, 21-12, T. Cervantes, Sevilla ; Benito Mas y Prat),[6] sarsuela

José de Palafox, militar, capità general d'Aragó
- Luis Leandro Mariani: Agustina de Aragón (1907, 18-6, T. Circo, Saragossa ; Sebastián Alonso Gómez i Francisco de Torres, a partir de Benito Mas y Prat),[7] sarsuela
- Amadeu Vives, Vicent Lleó: Episodios nacionales (1908, 30-4, T. de la Zarzuela, Madrid ; Maximiliano Thous i Elías Cerdá),[3] revista històrica en set quadres

Daoíz y Velarde, capitans d'artilleria de Madrid, aixecats contra Napoleó
- Jerónimo Jiménez: El estudiante de Maravillas (1889, 20-5, T. de Maravillas, Madrid ; Julián Castellanos y Velasco),[5] sarsuela

Juan Martín Díez, el Empecinado, militar i guerriller castellà
- Apolinar Brull Ayerra: Los empecinados (1890, 7-6, T. Príncipe Alfonso, Madrid ; Guillermo Perrín)[8]

Mariano Álvarez de Castro, general defensor de Girona el 1809
Andrés Torrejón i Simón Hernández, alcaldes de Móstoles el 1808
Vicent Doménech el Palleter, menestral valencià contrari a Napoleó
Juan Rico i Vidal, frare franciscà valencià
Jerónimo Merino Cob, el Cura Merino, sacerdot i guerriller castellà
- Amadeu Vives, Vicent Lleó: Episodios nacionales (1908, 30-4, T. de la Zarzuela, Madrid ; Maximiliano Thous i Elías Cerdá),[3] revista històrica en set quadres

Rei Josep I d'Espanya Bonaparte
- Amadeu Vives, Camil Vives: Pepe Botellas (1908, 17-3, T. de la Zarzuela, Madrid ; Miguel Ramos Carrión),[9] sarsuela en dos actes

Rei Ferran VII d'Espanya
- Jean Prodomidès: Goya (1996, 31-5, Opéra-Comédie, Montpeller ; Jean Cosmos, Jean Prodromides, Floria Fournier)

Rafael del Riego, general liberal espanyol 
- Josep Melcior Gomis i Colomer: Le diable à Seville (1831, 29-1, Opéra-comique, París; H. A. Cavé)[10]

Mariana Pineda, heroina liberal, executada
- Doru Popovici: Marianna Pineda (1966, D. Popovici)
- Louis Sauger: Mariana Pineda (1970, Federico García Lorca)
- Julij Mejtus: Mar'jana Pineda (1991)
- Alberto García Demestres: Mariana en sombras (2002, Auditorio Manuel de Falla, Granada; Antonio Carvajal)
- Flavio Testi: Marianna Pineda (2007, 8-9, Theater Erfurt, Erfurt; F. Testi)

Ramón Pedrosa, "alcalde del crimen" de Granada
- Alberto García Demestres: Mariana en sombras (2002, Auditorio Manuel de Falla, Granada; Antonio Carvajal)

Juan Álvarez Mendizábal, polític liberal

Tomás de Zumalacárregui y de Imaz i Ramon Cabrera i Grinyó, militars carlins

Baldomero Espartero, Ramón María Narváez y Campos i Leopoldo O'Donnell, militars i polítics espanyols

María Rafaela Quiroga, Sor Patrocinio, monja i consellera d'Isabel II d'Espanya
- Joaquín Valverde y Sanjuán, Rafael Calleja: Biblioteca popular (1905, 20-10, T. Eslava, Madrid ; Luis de Larra), "revista simbólica"; papers muts

Joan Prim i Prats, militar i polític espanyol
- Ricardo Giménez: Los españoles en África (1894, 3-3, T. Circo Barcelonés, Barcelona ; José O. Molgosa, José M. Pous),[11] sarsuela: "episodio dramático histórico"
- Joaquín Valverde y Sanjuán, Rafael Calleja: Biblioteca popular (1905, 20-10, T. Eslava, Madrid ; Luis de Larra), "revista simbólica"; paper mut

José de Espronceda, poeta espanyol
- Federico Moreno Torroba: El poeta (1980, 19-6, T. de la Zarzuela, Madrid ; José Méndez Herrera)

Gertrudis Gómez de Avellaneda, poeta i escriptora cubanoespanyola
- Antoni Parera Fons: María Moliner (2016, 13-4, T. de la Zarzuela, Madrid; Lucía Vilanova)

Mikel Jokin Eleizegui Arteaga, el gegant d'Alzo, pagès basc amb gegantisme
- David Azurza: Altzoko handia (2015, 26-9, Charleville-Mézière ; preestrena: 12-9, Centro Internacional del Títere de Tolosa ; Koldo Izagirre), òpera infantil per a titelles

### França

#### Primer imperi napoleònic (1804-1815)
Emperador Napoleó I de França (Napoleó Bonaparte)
- Étienne Méhul: Le pont de Lody (1797, 15-12, T. Feydeau; Étienne-Joseph-Bernard Delrieu), "fait historique"
- Adolphe Adam: Joséphine ou, Le retour de Wagram (1830, 2-12, Opéra-Comique, Salle Ventadour, París; Jules Joseph Gabriel, Ferdinand Simon de Laboullaye), "opéra-comique"[12]
- Joaquim Casimiro Júnior: A batalha de Montereau(1850)
- Adolf Müller: Napoleon (1869, A. Dumas)
- Ivan Caryll: The Duchess de Dantzic
- Umberto Giordano: Madame Sans-Gêne
- Jean Nouguès: L'aigle (1912)
- Heinrich Reinhardt: Napoleon und die Frauen (1912, Heinrich Reinhardt), singspiel
- Eugen d'Albert: Der Stier von Olivera (1918, 10-3, Stadttheater, Leipzig; Richard Batka, a partir de Heinrich Lilienfein)
- Xavier Leroux: 1814 (1918, 6-4, Casino, Montecarlo ; L. Augé de Lassus, A. Gandrey), "drame lyrique en un acte"
- Zoltán Kodály: Háry János (1926)
- Francisco Alonso: La reina del Directorio (1927, 16-4, T. de la Zarzuela, Madrid ; José Juan Cadenas i Emilio González del Castillo)[13]
- Emmerich Kálmán: Kaiserin Josephine (1936, opereta)
- Jaromír Weinberger: Císař pán na třešních (1936, Bohumír Polách, Jiří Žalman), opereta
- Edmund von Bork: Napoleon (1942)
- Sergei Prokofiev: Voinia i mir (1942-1943; estr. parcial: 1944, 16-10, Centre d'Actors, Moscou; estr. part 1a: 1946, 12-6, Mali T., Sant Petersburg; estr. versió reduïda: 1953, 26-5, T. Comunale, Florència; estr. veresio original: 2010, Glasgow ; S. Prokofiev, Mira Mendelssohn)
- Siegfried Matthus: Graf Mirabeau (1989)

Joséphine de Beauharnais, consort de l'emperador Napoleó I
- Adolphe Adam: Joséphine ou, Le retour de Wagram (1830, 2-12, Opéra-Comique, Salle Ventadour, París; Jules Joseph Gabriel, Ferdinand Simon de Laboullaye), "opéra-comique"[12]
- Jean Nouguès: L'aigle (1912)
- Francisco Alonso: La reina del Directorio (1927, 16-4, T. de la Zarzuela, Madrid ; José Juan Cadenas i Emilio González del Castillo)[13]
- Emmerich Kálmán: Kaiserin Josephine (1936, opereta)

Maria Lluïsa, duquessa de Parma, segona consort de l'emperador Napoleó I
- Zoltán Kodály: Háry János (1926)

Napoleó II, fill de Napoleó I
Maria Lluïsa, duquessa de Parma, segona esposa de Napoleó I
- Arthur Honegger i Jacques Ibert: L'Aiglon (1937, 11-3, T. Garnier, Montecarlo ; Henri Cain)
- August Pepöck: Hofball in Schönbrunn (1937)

Carolina Bonaparte, reina consort de Nàpols i Sicília, germana de Napoléo 

Paulina Bonaparte, princesa de França, germana de Napoleó
- Ivan Caryll: The Duchess of Dantzic
- Jean Nouguès: L'aigle (1912)

Charles Victoire Emmanuel Leclerc, general francès, espòs de Paulina Bonaparte
- Gottfried Herrmann: Toussaint l'Ouverture (1855)

Hortènsia Bonaparte, germana de Napoleó
- Edmund von Bork: Napoleon (1942)

Jeroni Bonaparte, rei de Westfàlia
- Karl Michael Ziehrer: König Jérôme oder Immer Lustick (1878, Adolf Schirmer)

Elisa Bonaparte, germana de Napoleó
- Jean Nouguès: L'aigle (1912)
- Franz Lehár: Paganini (1925, 30-10, Johann Strauss-Theater, Viena; Paul Knepler i Béla Jenbach), opereta

Felice Pasquale Baciocchi, espòs d'Elisa Bonaparte
- Franz Lehár: Paganini (1925, 30-10, Johann Strauss-Theater, Viena; Paul Knepler i Béla Jenbach), opereta

Eugeni de Beauharnais, fill adoptiu de Napoleó I
- Adolphe Adam: Joséphine ou, Le retour de Wagram (1830, 2-12, Opéra-Comique, Salle Ventadour, París; Jules Joseph Gabriel, Ferdinand Simon de Laboullaye), "opéra-comique"[12]

Louis de Narbonne-Lara, noble i diplomàtic
- Ivan Caryll: The Duchess de Dantzic (com a Comte de Narbonne)

François Joseph Lefebvre, mariscal de França, duc de Danzig
- Ivan Caryll: The Duchess de Dantzic
- Umberto Giordano: Madame Sans-Gêne

Cathérine Hubscher, esposa de Lefebvre i duquessa de Danzig
- Ivan Caryll: The Duchess de Dantzic (com a Catherine Üpscher)

Louis Nicolas Davout, mariscal de França
Armand Augustin Louis de Caulaincourt, general francès 
- Sergei Prokofiev: Voinia i mir (1942-1943; estr. parcial: 1944, 16-10, Centre d'Actors, Moscou; estr. part 1a: 1946, 12-6, Mali T., Sant Petersburg; estr. versió reduïda: 1953, 26-5, T. Comunale, Florència; estr. veresio original: 2010, Glasgow ; S. Prokofiev, Mira Mendelssohn)

Jean-Andoche Junot, general de Napoleó
- Jean Nouguès: L'aigle (1912)

François-Joseph Talma, actor francès
- Martin Joseph Mengal: Apothéose de Talma (1826)

Anne Françoise Elisabeth Lange, actriu francesa
- Charles Lecocq: La Fille de madame Angot (1872)

Charles Maurice de Talleyrand-Périgord, diplomàtic francès
- Jean Nouguès: L'aigle (1912)

François-Joseph-Philippe de Riquet, Prince de Chimay, noble que donà suport a Napoleó

Teresa Cabarrús, aristòcrata espanyola, esposa seva
- Francisco Alonso: La reina del Directorio (1927, 16-4, T. de la Zarzuela, Madrid ; José Juan Cadenas i Emilio González del Castillo),[13] com a Châtillon i Carlota i Sor Teresa

Juliette Récamier, noble francesa
- Francisco Alonso: La reina del Directorio (1927, 16-4, T. de la Zarzuela, Madrid ; José Juan Cadenas i Emilio González del Castillo)[13]

#### 1815-1850
Lluís XVIII de França, rei
- Tomás Barrera, Juan Gay: El Delfín (1907, 9-2, T. de la Zarzuela, Madrid ; Eduardo Marquina, J. Salmerón),[14] sarsuela històrica
- Werner Richard Heymann: Florestan I, Prince de Monaco (1933, opereta)
- Edmund von Bork: Napoleon (1942)

Lluís Antoni de França, comte d'Angulema
Carles X de França, comte d'Artois
Armand de Vignerot du Plessis, duc de Richelieu
- Tomás Barrera, Juan Gay: El Delfín (1907, 9-2, T. de la Zarzuela, Madrid ; Eduardo Marquina, J. Salmerón),[14] sarsuela històrica

Hugues Duroy de Chaumareys, capità de la fragata La Medusa
- Friedrich von Flotow: Le naufrage de La Méduse (1839, Hyppolite i Théodore Cogniart)
- Carl Gottlieb Reissiger: Der Schiffbruch der Medusa (1846, Hans-Georg Kriete)

Marie Taglioni, ballarina sueca resident a França
- Erik Meyer-Helmund: Taglioni (1912)

Frédéric Chopin, compositor polonès
- Giacomo Orefice, sobre melodies de F. Chopin: Chopin (1901, 25-11, T. Lirico, Milà; Angiolo Orvieto)[15]
- Marta Ptaszyńska: Kochankowie z klastoru Valldemosa (Els amants del monestir de Valldemossa) (2010, 18-12, Grand Opera Theatre, Łódź (Polònia); M. Ptaszyn Polandńska)

 George Sand , escriptora francesa
- Louis Andriessen: George Sand (1980)
- Isabelle Aboulker: Monsieur de Balzac fait son théatre (1999)
- Sylvano Bussotti: Lorenzaccio (1972)
- Marta Ptaszyńska: Kochankowie z klastoru Valldemosa (Els amants del monestir de Valldemossa) (2010, 18-12, Grand Opera Theatre, Łódź (Polònia); M. Ptaszyn Polandńska)

Alfred de Musset, escriptor francès
- Sylvano Bussotti: Lorenzaccio (1972)

Marie Duplessis, cortesana
Alexandre Dumas (fill), escriptor
- Giuseppe Verdi: La traviata (1853)
(l'argument es basa lliurement en la vida de tots dos: Duplessis apareix com a Violetta Valéry; Dumas com a Alfredo Germont)

Delphine Delamare, adúltera que inspirà el personatge de Madame Bovary
- Emmanuel Bondeville: Madame Bovary (1951, 1-6, Opéra-comique, París; E. Bondeville)

Honoré de Balzac, escriptor francès
Théophile Gautier, escriptor francès
Eugène-François Vidocq, investigador i policia francès
- Isabelle Aboulker: Monsieur de Balzac fait son théatre (1999)

Henry Murger, escriptor francès
- Emmerich Kálmán: Das Veilchen vom Montmartre (1930, opereta)

Aimé Bonpland, naturalista i explorador francès
- Bruno Ducol: Praxitèle (1986)

Évariste Galois, matemàtic francès
- Jacques Wildberger: Epitaphe pour Evariste Galois (1964, Jacques Wildberger, Robert Bourgne)

### Mònaco
Príncep Florestan I de Mònaco
Caroline Gibert, esposa seva
- Werner Richard Heymann: Florestan I., Prince de Monaco (1933, opereta)

### Itàlia
Papa Pius VII
- Jean Nouguès: L'aigle Bernhard Paumgartner(1912), paper mut

Gioacchino Rossini, compositor italià
- Bernhard Paumgartner: Rossini in Neapel (1936)
- Sergio Redine: Un segreto d'importanza ovvero, La faticosa vecchiaia di W. A. Mozart (1992)
:: (en 2 papers: Rossini nen (veu blanca) i gran (baix baríton)
- Vittorio Montalti: Ehi Gio’ – Vivere e sentire del grande Rossini (2016, Giuliano Compagno)

Vincenzo Bellini, compositor italià
- Marco Betta: Bellini, ultime luci (1996 T. Rendano, Cosenza ; Dario Oliveri)

Isabella Colbran, cantant hispanoitaliana, esposa de G. Rossini
- Sergio Redine: Un segreto d'importanza ovvero, La faticosa vecchiaia di W. A. Mozart (1992)

Maria Malibran, cantant espanyola d'òpera
- Robert Russell Bennett: Maria Malibran (1935)
- Jocy de Oliveira: As Malibrans (2000), basada en la figura de la cantant

Niccolò Paganini, violinista i compositor italià
- Franz Lehár: Paganini (1925, 30-10, Johann Strauss-Theater, Viena; Paul Knepler i Béla Jenbach), opereta
- Sir Harrison Birtwistle: The Second Mrs Kong
- Eduardo Alonso-Crespo: Putzi (2004, 4-8, Casa de la Cultura, Salta, Argentina ; E. Alonso-Crespo)[16]

Ferdinando Paër, compositor parmesà
- Daniel Auber: Le concert à la cour, ou La débutante (1824, 5-5, Opéra-Comique, Salle Feydeau; Eugène Scribe, Mélésville),[17] caricaturitzat en el paper d'Astucio

Maria Carolina d'Àustria, reina de les Dues Sicílies
- Umberto Giordano: Madame Sans-Gêne
- Robert Heger: Lady Hamilton (1951)

Gran Duc Leopold II de Toscana
- Joaquín Gaztambide: El estreno de un artista (1852, sarsuela)

Rei Ferran II de les Dues Sicílies
- Franco Alfano: Il dottor Antonio (1949, 30-4, T. dell'opera, Roma; Mario Ghisalberti)

### Regne Unit
Arthur Wellesley, Lord Wellington, militar britànic
- Edmund von Bork: Napoleon (1942)

Horatio Nelson,almirall britànic, heroi naval
Frances Nelson, esposa de Lord Nelson
- Lennox Berkeley: Nelson
- Robert Heger: Lady Hamilton (1951)

Emma Hamilton, amant d'Horatio, Lord Nelson
- Antonio Lozzi: Emma Liona
- Eduard Künneke: Lady Hamilton (1926, opereta; com a Emy Lyon)
- Lennox Berkeley: Nelson
- Robert Heger: Lady Hamilton (1951)

Sir William Hamilton, diplomàtic britànic, el seu espòs
- Lennox Berkeley: Nelson
- Robert Heger: Lady Hamilton (1951)

Gilbert Elliot-Murray-Kynynmound , primer comte de Minto, diplomàtic escocès, governador general de l'Índia
- Lennox Berkeley: Nelson

Sir Thomas Hardy, Baronet Hardy, capità britànic, comandant del HMS Victory a Trafalgar
- Lennox Berkeley: Nelson

Anne Isabella Byron , Baronessa Byron, esposa de Lord Byron
- Virgil Thomson: Lord Byron (1972, 20-4, Nova York, Juilliard School; revisió: 1985, 7-12, N. York, NY Repertory Theater; Jack Larson)

Lord Byron, poeta anglès
- Luis Stefano Giarda: Lord Byron (1910)
- Jack Graham: Lord Byron (1926, 17-12, South Bend (Indiana), University Theater; Norbert Engels, James Lewis Cassaday)[18]
- Virgil Thomson: Lord Byron (1972, 20-4, Nova York, Juilliard School; revisió: 1985, 7-12, N. York, NY Repertory Theater; Jack Larson)
- Raffaello De Banfield: Lord Byron's love letter (1955, 19-1, Nova Orleans, Tulane University; Tennessee Williams), paper mut, representat en pantomima.[19]
- Agustí Charles: LByron: un estiu sense estiu (2011, 12-3, Staatstheater, Darmstadt; Marc Rosich)[20]

John William Polidori, escriptor britànic, secretari de Byron
- Agustí Charles: LByron: un estiu sense estiu (2011, 12-3, Staatstheater, Darmstadt; Marc Rosich)[20]

Mary Shelley, escriptora anglesa
- Paul Dresher: Awed behavior (1993, 24-3, San Francisco, T. Artaud; Rinde Eckert), com a Jane i Arliss[21]
- Agustí Charles: LByron: un estiu sense estiu (2011, 12-3, Staatstheater, Darmstadt; Marc Rosich)[20]

Percy Bysshe Shelley, poeta anglès
- Virgil Thomson: Lord Byron (1972, 20-4, Nova York, Juilliard School; revisió: 1985, 7-12, N. York, NY Repertory Theater; Jack Larson)
- Paul Dresher: Awed behavior (1993, 24-3, San Francisco, T. Artaud; Rinde Eckert), com a Jane i Arliss[21]
- Agustí Charles: LByron: un estiu sense estiu (2011, 12-3, Staatstheater, Darmstadt; Marc Rosich)[20]

James Thomson, poeta escocès 
John Murray II, editor britànic
Thomas Moore, poeta irlandès
Thomas Gray, poeta anglès
Peter Gamba, amic de Lord Byron
John Hobhouse , primer Baron Broughton, memorialista i polític britànic
- Virgil Thomson: Lord Byron (1972, 20-4, Nova York, Juilliard School; revisió: 1985, 7-12, N. York, NY Repertory Theater; Jack Larson)

Augusta Leigh, gemanastra i amant de Lord Byron
Caroline Lamb, amant de Lord Byron
Teresa Guiccioli, amant de Lord Byron
John Ireland, degà de Westminster
- Virgil Thomson: Lord Byron (1972, 20-4, Nova York, Juilliard School; revisió: 1985, 7-12, N. York, NY Repertory Theater; Jack Larson)

George Romney, pintor anglès
- Eduard Künneke: Lady Hamilton (1926, opereta)

George Beau Brummell, personatge anglès, amic de Jordi IV
Rei Jordi IV del Regne Unit
- Reynaldo Hahn: Brummell (1931, comèdia musical)

Thomas Chatterton , actor anglès
- Ruggero Leoncavallo: Chatterton (1896, 10-3, T. drammatico nazionale, Roma; R. Leoncavallo)
- Matthias Pintscher: Thomas Chatterton (1998, Claus H. Henneberg, M. Pintscher sobre H. H. Jahn)
- Gerard Victory: Chatterton

Margaret Catchpole, convicta anglesa a Austràlia
- Stephen Dodgson: Margaret Catchpole (1979)

William Burke i William Hare, assassins escocesos
Robert Knox, metge escocès
- Julian Grant: The nefarious, immoral but highly profitable enterprise of Mr Burke and Mr Hare (2017, 8-11, Boston Lyric Opera, Boston; J. Grant)[22]

Will Jobling, miner anglès injustament acusat d'assassinat i executat
- Will Todd: The blackened man (2002, 26-9, Royal Opera House Linbury Studio, Londres; Ben Dunwell)

### Alemanya i Àustria
Johann Wolfgang von Goethe, escriptor i científic
- Franz Lehár: Friederike (1928, 4-10, Metropol-Theater, Berlín; Ludwig Herzer i Fritz Löhner-Beda)
- Enjott Schneider: Fürst Pückler - ich bin ein Kind der Phantasie (2005, Bernd Matzkowski, Enjott Schneider)
- Louis Andriessen: Theatre of the world (2016, Helmut Krausser), com a veu de la posteritat
- Aleksandr Jurbin: Метаморфозы любви (Metamorfoszi piobii, Metamorfosis de l'amor) (2017, 25-5, Moscou, Moskovskij akademitxeskij muzikalitxij teatr imeni narodnikh artistov K. S. Stanislavskogo i Vl. I. Nemirovitxa-Dantxenk; Alexei Levxin i A. Jurbin)[23]
- Torsten Rasch: Die Formel (2018, 2-3, Stadttheater Bern, Berna; Doris Reckewell)

Friederike Brion, jove amant de Goethe
- Franz Lehár: Friederike (1928, 4-10, Metropol-Theater, Berlín; Ludwig Herzer i Fritz Löhner-Beda)

Ulrike von Levetzow, noble, amiga de Goethe
Johann Peter Eckermann, escriptor, confident de Goethe
- Aleksandr Jurbin: Метаморфозы любви (Metamorfoszi piobii, Metamorfosis de l'amor) (2017, 25-5, Moscou, Moskovskij akademitxeskij muzikalitxij teatr imeni narodnikh artistov K. S. Stanislavskogo i Vl. I. Nemirovitxa-Dantxenk; Alexei Levxin i A. Jurbin)[23]

Duc Carles August de Saxònia-Weimar-Eisenach
- Franz Lehár: Friederike (1928, 4-10, Metropol-Theater, Berlín; Ludwig Herzer i Fritz Löhner-Beda)

Ludwig van Beethoven, músic alemany
- Steven Stucky: The classical style: an opera (of sorts) (2014, 3-6, Ojai Music Festival, Ojai, California ; Jeremy Denk)

Príncep Frederic I de Württemberg
- Daniel Auber: Le concert à la cour, ou La débutante (1824, 5-5, Opéra-Comique, Salle Feydeau; Eugène Scribe, Mélésville)[17]

Emperador Francesc I d'Àustria
- Zoltán Kodály: Háry János (1926)
- August Pepöck: Hofball in Schönbrunn (1937)

Emperadriu Maria Teresa de Borbó
Maria Carolina d'Àustria (reina de les Dues Sicílies)
- Zoltán Kodály: Háry János (1926)

Jeroni Bonaparte, rei de Westfàlia
- Karl Michael Ziehrer: König Jérôme oder Immer Lustick

Johann Philip Palm, llibreter de Nuremberg, condemnat a mort per Napoleó
- Alberto Franchetti: Germania (1902)

Andreas Hofer, fondista tirolès, rebel contra Napoleó
- Albert Lortzing: Andreas Hofer (1833)

Fanny Elssler, ballarina austríaca
Klemens Wenzel Lothar von Metternich
- Arthur Honegger i Jacques Ibert: L'Aiglon (1937, 11-3, T. Garnier, Montecarlo ; Henri Cain)
- August Pepöck: Hofball in Schönbrunn (1937)

Chevalier de Prokesch-Osten
Auguste de Marmont
- Arthur Honegger i Jacques Ibert: L'Aiglon (1937, 11-3, T. Garnier, Montecarlo ; Henri Cain)

Adam Albert von Neipperg, general austríac
- Umberto Giordano: Madame Sans-Gêne

Maria Carolina d'Àustria, reina de les Dues Sicílies
- Umberto Giordano: Madame Sans-Gêne
- Robert Heger: Lady Hamilton (1951)

Friedrich von Schiller, poeta i dramaturg alemany
- Friedrich Adam Hiller: Friedrich von Schillers Manen (1812, Festspiel)

Nikolaus Lenau, escriptor austríac
Sophie von Löwenthal, amiga seva
- Heinz Holliger: Lunea (2018, 4-3, Opernhaus, Zuric; Händl Klaus)[24]

Caroline Schelling, intel·lectual alemanya
- Michael Obst: Caroline: Requiem auf eine deutsche Zeit (1999)

Carl Maria von Weber, músic alemany
- Julio Ituarte: El último pensamiento de Weber (1869)

Friedrich Hölderlin, poeta alemany
- Peter Ruzicka: Hölderlin (2008, 16-11, Deutsche Staatsoper Unter den Linden, Berlín; Peter Mussbach)[25]

Novalis, poeta alemany
- Walter Zimmermann: Novalis (2007)

Johann Christian Woyzeck, obrer i soldat de Leipzig
- Alban Berg: Wozzeck (1925, A. Berg)
- Manfred Gurlitt: Wozzeck (1926, M. Gurlitt)

Georg Büchner, escriptor alemany
- Friedrich Schenker: Büchner (1987, Klaus Harnisch)

Bettina von Arnim, escriptora alemanya
- Friedrich Schenker: Bettina (1987, Karl Mickel a partir de Bettina von Arnim)

Heinrich von Kleist, escriptor alemany
- Gerald Humel: Heinrichs Fieber: eine Kleist-Vision (1994)

Heinrich Heine, escriptor alemany
- Günter Bialas: Aus der Matratzengruft, "ein Liederspiel nach und mit Heinrich Heine" (1992, 21-6, Bühnen der Landeshauptstadt, Kiel ; G. Bialas)[26]
- Isabelle Aboulker: Monsieur de Balzac fait son théatre (1999)

Eduard Mörike, poeta alemany
- Wilfried Hiller: Eduard auf dem Seil (1998)

Henriette Sontag, soprano alemanya
- Walter Wilhelm Goetze: Henriette Sontag (1929, opereta)

Alexander von Humboldt, naturalista i científic alemany
- Bruno Ducol: Praxitèle (1986)

Kaspar Hauser, jove alemany
- Reinhard Febel: Sekunden und Jahre des Caspar Hauser (1992)

Gesche Margarethe Gottfried, assassina en sèrie de Bremen
- Adriana Hölszky:  Bremer Freiheit (1987)

E. T. A. Hoffmann, escriptor i músic alemany
- Jacques Offenbach: Les contes d'Hoffmann
- Guido Laccetti: Hoffmann (1912)
- Eduard Künneke: Die lockende Flamme (1933, singspiel)
- Eckehard Mayer: Der goldene Topf (1989)
- Roland Baumgartner: Hoffmanns Welt (2011, 4-3, Theater Hof, Hof (Alemanya); Rainer Lewandowski)

Johann Mayrhofer, poeta austríac
- Franz von Suppé: Franz Schubert (1864, Hans Max, opereta)

Fanny Mendelssohn, música alemanya
- Marta Lambertini: Hildegard (2002, 28-6, Centro Experimental del T. Colón, Buenos Aires ; Elena Vinelli)

Adam Albert von Neipperg, general austríac
- Umberto Giordano: Madame Sans-Gêne

Maria Carolina d'Àustria, reina de les Dues Sicílies
- Umberto Giordano: Madame Sans-Gêne
- Robert Heger: Lady Hamilton (1951)

Friedrich von Schiller, poeta i dramaturg alemany
- Friedrich Adam Hiller: Friedrich von Schillers Manen (1812, Festspiel)

Carl Maria von Weber, músic alemany
- Julio Ituarte: El último pensamiento de Weber (1869)

Novalis, poeta alemany
- Walter Zimmermann: Novalis (2007)

Georg Büchner, escriptor alemany 
- Friedrich Schenker: Büchner (1987, Klaus Harnisch)

Bettina von Arnim, escriptora alemanya
- Friedrich Schenker: Bettina (1987, Karl Mickel a partir de Bettina von Arnim)

Heinrich von Kleist, escriptor alemany
- Gerald Humel: Heinrichs Fieber: eine Kleist-Vision (1994)

Heinrich Heine, escriptor alemany
- Günter Bialas: Aus der Matratzengruft  (1992)
- Isabelle Aboulker: Monsieur de Balzac fait son théatre (1999)

Eduard Mörike, poeta alemany
- Wilfried Hiller: Eduard auf dem Seil (1998)

Henriette Sontag, soprano alemanya
- Walter Wilhelm Goetze: Henriette Sontag (1929, opereta)

Alexander von Humboldt, naturalista i científic alemany
- Bruno Ducol: Praxitèle (1986)

Kaspar Hauser, jove alemany
- Reinhard Febel: Sekunden und Jahre des Caspar Hauser (1992)

Gesche Margarethe Gottfried, assassina en sèrie de Bremen
- Adriana Hölszky:  Bremer Freiheit (1987)

Karl Marx, filòsof alemany
- Brian Ferneyhough: Shadowtime (2005, Charles Bernstein)
- Kevin Puts: Elizabeth Cree (2017, 14-9, Perelman T., Filadèlfia; Mark Campbell)

E. T. A. Hoffmann, escriptor i músic alemany
- Jacques Offenbach: Les contes d'Hoffmann
- Eduard Künneke: Die lockende Flamme (1933, singspiel)

Franz Schubert, músic austríac
- Franz von Suppé: Franz Schubert (1864, Hans Max, opereta)
- Heinrich Berté: Das Dreimäderlhaus (1916)
- Gerhard Schedl: ... fremd bin ich eingezogen .. (1997)

Robert Schumann, músic alemany
- Gerardo Gandini: Liederkreis (una ópera sobre Schumann) (2000, 28-11, T. Colón, Buenos Aires ; Alejandro Tantanian)
- Steven Stucky: The classical style: an opera (of sorts) (2014, 3-6, Ojai Music Festival, Ojai, California ; Jeremy Denk)
- Victoria Bond: Clara (2019, 14-4, Festspielhaus Baden-Baden ; Barbara Zinn Krieger)

Clara Wieck, pianista, esposa seva
- Gerardo Gandini: Liederkreis (una ópera sobre Schumann) (2000, 28-11, T. Colón, Buenos Aires ; Alejandro Tantanian)
- Marta Lambertini: Hildegard (2002, 28-6, Centro Experimental del T. Colón, Buenos Aires ; Elena Vinelli)
- Victoria Bond: Clara (2019, 14-4, Festspielhaus Baden-Baden ; Barbara Zinn Krieger)[27]

Friedrich Wieck, professor de piano, pare de Clara Wieck
- Gerardo Gandini: Liederkreis (una ópera sobre Schumann) (2000, 28-11, T. Colón, Buenos Aires ; Alejandro Tantanian)
- Victoria Bond: Clara (2019, 14-4, Festspielhaus Baden-Baden ; Barbara Zinn Krieger)

Johannes Brahms, compositor alemany
- Victoria Bond: Clara (2019, 14-4, Festspielhaus Baden-Baden ; Barbara Zinn Krieger)

Franz Liszt, compositor i pianista hongarès
- Eduardo Alonso-Crespo: Putzi (2004, 4-8, Casa de la Cultura, Salta, Argentina ; E. Alonso-Crespo),[16] amb el nom de Putzi

Lola Montez, ballarina irlandesa, amant de Lluís I de Baviera
- Eduard Künneke: Zauberin Lola (1937, opereta)
- Peter Kreuder: Lola Montez (2003, musical)
- John Adams: Girls of the Golden West (2017, 21-11, San Francisco Opera; Peter Sellars)[28]

Rei Lluís I de Baviera
- Peter Kreuder: Lola Montez (2003, musical)

Hermann von Pückler-Muskau, dissenyador de jardins i escriptor
- Enjott Schneider: Fürst Pückler - ich bin ein Kind der Phantasie (2005, Bernd Matzkowski, Enjott Schneider)

Ferenc II Rákóczi, noble hongarès, cap de la rebel·lió contra els Habsburg
- Géza Zichy: Rákózi-Trilogie (1905-1912, G. Zichy): II. Rákóczi Ferenc, Nemo, Rodostó

### Escandinàvia
Marie Taglioni, ballarina sueca resident a França
- Erik Meyer-Helmund: Taglioni (1912)

Aleksis Kivi, escriptor finès
August Ahlqvist, poeta finès
- Einojuhani Rautavaara: Aleksis Kivi (1997, E. Rautavaara)

Paavo Ruotsalainen, predicador finès
- Joonas Kokkonen: Viimeiset kiusaukset (1975, 2-9, Suomen Kansallisooppera ja -baletti, Hèlsinki ; Lauri Kokkonen)

Aslak Hætta, líder de la revolta sami de Guovdageaidnu (1852)
Amund Bucht i Hans Ruth, governador i mercader noruecs 
- Armas Launis: Aslak Hetta (1922)

Jenny Lind, soprano sueca
- Libby Larsen: Barnum's bird (2000, 19-4, Theatre de la Jeune Lune, Minneapolis, EUA; Bridget Carpenter i L. Larsen)

### Estats eslaus i balcànics
Ivo von Semberija , noble
- Isidor Bajic: Knez Ivo od Semberije (1911)

Alí Paixà Tepedelenli, governador otomà de Janina i Epir
- Albert Lortzing: Ali Pascha von Janina (1828, singspiel)
- Pavlos Carrer: Κυρά Φροσύνη (Kyra Frosini) (1879, 16-11, T. Apollon, Zante (Grècia) ; Elisabietas Martinengros)

Ahmet Muhtar Paixà, noble militar turc, fill d'Alí Paixà
Kyra Frosini, aristòcrata amant de Muhtar Paixà
- Pavlos Carrer: Κυρά Φροσύνη (Kyra Frosini) (1879, 16-11, T. Apollona, Zante (Grècia) ; Elisabietas Martinengros)

France Prešeren, poeta eslovè
Matija Čop, crític eslovè
Andrej Smole, escriptor eslovè
- Danilo Švara: Prešeren (Slovo od mladosti) (1954, Ljuba Prenner)

Markos Botsaris , poeta i heroi grec de la Independència
- Pavlos Carrer: Marcos Botsaris (1861, 18-4, T. Apollona, Patràs (Grècia) ; Giovanni Caccialupi), música perduda

Despo de Suli, heroïna de la independència grega
- Pavlos Carrer: Δέσπω (Despō, o L'eroina di Suli) (1875, estrena: 1883, 25-12, T. Apollona, Patràs (Grècia) ; Antonios Manousos)
- Ricardo Bonicioli: Marco Botzaris (1884)

Príncep Miquel III Obrenović de Sèrbia
- Davorin Jenko: Proslavljanje kneza Mihaila (1871)

#### Rússia
Tsar Alexandre I de Rússia
- Sergei Prokofiev: Voinia i mir (1942-1943; estr. parcial: 1944, 16-10, Centre d'Actors, Moscou; estr. part 1a: 1946, 12-6, Mali T., Sant Petersburg; estr. versió reduïda: 1953, 26-5, T. Comunale, Florència; estr. veresio original: 2010, Glasgow ; S. Prokofiev, Mira Mendelssohn) (paper mut)
- Rodion Sxedrín: Levxa (2013, R. Sxedrín)

Michael Andreas Barclay de Tolly, príncep i general rus
Augustin Daniel Belliard, general francès
Levin August von Bennigsen, general alemany 
Louis-Alexandre Berthier, mariscal rus
Aleksei Petrovitx Iermolov, general rus
Nikolai Raevski, general rus
Mikhaïl Kutúzov, mariscal de camp rus
- Sergei Prokofiev: Voinia i mir (1942-1943; estr. parcial: 1944, 16-10, Centre d'Actors, Moscou; estr. part 1a: 1946, 12-6, Mali T., Sant Petersburg; estr. versió reduïda: 1953, 26-5, T. Comunale, Florència; estr. veresio original: 2010, Glasgow ; S. Prokofiev, Mira Mendelssohn)

Dilara Bikecz o Maria Potocka, esposa del kan de Crimea Krijm Girej
- Leopold Eugen Měchura: Marie Potocká (1871)

Tsar Nicolau I de Rússia
- Jurij Aleksandrovič Šaporin: Dekabristij (Els decembristes) (1925, estrena de dues escenes com a Paulina Goebbel; estrena: 1953, 23-6, T. Bolxoi, Moscou; Vsevolod Roždestvenskij)
- Rodion Sxedrín: Levxa (2013, R. Sxedrín)

Kondratij R'ileev, poeta i revolucionari rus
Pàvel Péslev, revolucionari
Aleksandr Bestutxev, periodista
Sergei Trubezkoi i Piotr Kahovskij, revolucionari
- Jurij Aleksandrovič Šaporin: Dekabristij (Els decembristes) (1925, estrena de dues escenes com a Paulina Goebbel; estrena: 1953, 23-6, T. Bolxoi, Moscou; Vsevolod Roždestvenskij)

Theodor Haass, metge i reformador del sistema penal rus
- Alexei Sergunin: Doctor Haass (2016, Liudmila Ulitskaia)

### Estats Units
Thomas Jefferson, president dels EUA
Sally Hemings, esclava de Thomas Jefferson
- Sherman Edwards: 1776 (1969, musical)
- Leonard Bernstein: 1600 Pennsylvania Avenue (1976, musical)
- Damon Ferrante: Jefferson & Poe: a lyric opera

Alexander Hamilton, polític dels EUA
Elizabeth Hamilton, esposa seva
- Mohammed Fairouz: The new Prince (2017, David Ignatius)

Edgar Allan Poe, escriptor nord-americà
- Dominick Argento: The voyage of Edgar Allan Poe (1976)
- Damon Ferrante: Jefferson & Poe: a lyric opera

Aaron Burr, tercer vicepresident dels EUAs
- Walter Damrosch: The man without a country

James Monroe, president
- Leonard Bernstein: 1600 Pennsylvania Avenue (1976, musical)

Jean Lafitte, corsari francès actiu al Golf de Mèxic
- Amy Beach: Cabildo (1932, estrena: 1945, 27-2, Athens (Geòrgia, EUA), University of Georgia; Nan Bagby Stephens)

Dominic Daley i James Halligan, immigrants irlandesos a Boston, acusats i executats erròniament
James Sullivan, fiscal general
- Eric Sawyer: The garden of martyrs (2013, 20-9, Academy of Music Theatre, Northampton, Massachusetts ; Harley Erdman)[29]

George Pollard i la tripulació de l'Essex en 1820
- Leonard Kastle: The pariahs (1966)

John Quincy Adams, jurista i president dels EUA
- Richard Owen: Abigail Adams (1987, 14-1, Lyric Opera, Nova York; R. Owen)
- Anthony Davis: Amistad (1997)

Tripulació i amotinats del vaixell La Amistad en 1839
- Anthony Davis: Amistad (1997)

Washington Irving, escriptor
- Kurt Weill: en:Knickerbocker Holiday (1938, 19-10, Ethel Barrymore Theatre, Nova York; Maxwell Anderson), comèdia musical

Phineas Taylor Barnum, empresari circenc
- Cy Coleman: Barnum (1980, musical)
- Libby Larsen: Barnum's bird (2000, 19-4, Theatre de la Jeune Lune, Minneapolis, EUA; Bridget Carpenter i L. Larsen)

### Iberoamèrica
Simón Bolívar, militar i dirigent sud-americà
- Arturo Ossandón de la Peña: Excelsior (1910, Valparaíso, Xile ; A. Ossandón), melodrama lírico-fantàstic
- Darius Milhaud: Bolivar
- Francisco Zumaqué: Simón (1983)
- Thea Musgrave: Simón Bolívar (1992)
- Thea Musgrave: Bolívar and his generals (1995, òpera de cambra)
- Mario Perusso: Guayaquil (1993)
- Lleonard Balada: La muerte de Colón (1996, est. 2005, 15-1, Carnegie Music Hall, Pittsburgh ; L. Balada)
- Diego Luzuriaga: Manuela y Bolívar (2006, 13-11, T. Nacional Sucre, Quito ; D. Luzuriaga)

Manuela Sáenz, amant de Bolívar
Antonio José Sucre, general veneçolà
- Thea Musgrave: Simón Bolívar (1992)
- Thea Musgrave: Bolívar and his generals (1995, òpera de cambra)
- Diego Luzuriaga: Manuela y Bolívar (2006, 13-11, T. Nacional Sucre, Quito ; D. Luzuriaga)

Antonio José Sucre, general veneçolà
- Arturo Ossandón de la Peña: Excelsior (1910, Valparaíso, Xile ; A. Ossandón), melodrama lírico-fantàstic

José Antonio Páez i Francisco de Paula Santander, generals de Bolívar
- Thea Musgrave: Simón Bolívar (1992)
- Thea Musgrave: Bolívar and his generals (1995, òpera de cambra)

Vicente San Bruno, militar espanyol, dirigent reialista durant la guerra d'independència de Xile
- Arturo Berutti: Gli eroi (1909, estr. 1919)

José de San Martín, militar i dirigent sud-americà
- Arturo Ossandón de la Peña: Excelsior (1910, Valparaíso, Xile ; A. Ossandón), melodrama lírico-fantàstic
- Mario Perusso: Guayaquil (1993)

Gregorio Aráoz de Lamadrid, militar i polític argentí, líder de la independència argentina i governador de Tucumán
- Felipe Boero: Tucumán (1918, 27-6, T. Colón, Buenos Aires ; Leopoldo Díaz)[30]

Nicolás Bravo, president de Mèxic
- Rafael Tello: Nicolás Bravo (1910)

Domitila de Castro Canto e Melo, noble brasilera, amant de l'emperador Pere I del Brasil
- João Guilherme Ripper: Domitila (2000, 21-3, Centro Cultural Banco do Brasil, Rio de Janeiro ; J. G. Ripper), òpera de cambra

### Austràlia
Ludwig Leichhardt, naturalista prussià, explorador d'Austràlia
- Richard Graham Meale: Voss (1986; el personatge de Voss es basa en el de Leichhardt)

'Charles "Bony" Anderson, mariner, lladre i convicte australià
- Barry Conyngham: The apology of Bony Anderson (1978, 1-9, University of Melbourne, Melbourne; Murray Copland)

## 1851-1900

### Espanya
Rei Alfons XII d'Espanya
Victòria Eugènia de Battenberg, reina consort
- Rudolf Dellinger: Don Cesar (1885, 28-3, Carl Schultze-Theater, Hamburg; Otto Walther), opereta; hi apareixen com "Der König" i "Der Königin"[31]

Catalina Homar Ribes, mallorquina, amiga de l'arxiduc Lluís Salvador d'Àustria-Toscana
- Paul Walter Fürst: Catalina Homar (2002, 26-4, Stadtheater, Baden; Herbert Voggt)

Gustavo Adolfo Bécquer, poeta sevillà
- María Rodrigo: Becqueriana (1915, T. de la Zarzuela, Madrid ; Serafín i Joaquín Álvarez Quintero); Bécquer hi apareix com "El poeta"

Emilia Pardo Bazán, escriptora i feminista gallega
- Antoni Parera Fons: María Moliner (2016, 13-4, T. de la Zarzuela, Madrid; Lucía Vilanova)

Jacint Verdaguer, poeta català
- Arnau Tordera: Verdaguer, ombres i maduixes (2016, musical; Pere Tió, Pep Paré, sobre poemes de J. Verdaguer)

Tony Grice, clown anglès actiu a Espanya
- Adrià Esquerrà: Tony Grice (1909, 25-9, Sala Imperio, Barcelona; Genaro R. de Almuzi)

Isaac Peral, enginyer militar, inventor d'un submarí
- Aquilino Fernández: El sub-marino Peral (1888, Buenos Aires ; Justo S. López de Gomara),[32] sarsuela

Luis Mazzantini, torero basc
- Isidoro Hernández: Mazzantini (1884, 31-7, T. de Recoletos, Madrid ; Tomás Infante Palacios),[33] sarsuela: "bosquejo cómico-lírico"

### Itàlia
Papa Pius IX
Edgardo Mortara, nen jueu batejat forçadament
- Francesco Cilluffo: Il caso Mortara (2010, 25-2, Dicapo Opera Theater, Nova York ; F. Cilluffo)[34]

Giuseppe Garibaldi, revolucionari italià
- Girolamo Arrigo: Addio Garibaldi, epopea musicale (1972)
- Gavin Bryars, Philip Glass i altres: the CIVIL warS: a tree is best measured when it is down (1984)

Ana Maria de Jesus Ribeiro, esposa de G. Garibaldi
- Francisco Braga: Anita Garibaldi (1901)

Giuseppe Verdi, músic italià
Giuseppina Strepponi, soprano, esposa seva
Bartolomeo Merelli, empresari del Teatro alla Scala
- Lorenzo Ferrero: Risorgimento! (2011, 26-3, Teatro comunale, Mòdena ; Dario Oliveri) (Verdi hi apareix com a Vell senador)
- Mathias Husmann: Verdi und die Dame mit Noten (2015, 11-9, Allee Theater, Hamburg; M. Husmann)

### França
Comte Jacques-Robert de Pourtalès, propietari de l'illa de Levant
- Isabelle Aboulker: Les enfants du Levant (2019, 6-4, T. de la Renaissance, Oulins, Eure i Loir, França ; Christian Eymery)[35]

Gustave Flaubert, escriptor francès
- Philippe Fénelon: Flaubert & Voltaire (2014, P. Fénelon)

Émile Zola, novel·lista francès
- Michel Legrand: Dreyfus (2014, Didier van Cauwelaert)

Jules Verne, novel·lista francès
- Giorgio Battistelli: Impressions d’Afrique (2000, 14-5, T. Goldoni, Florència ; Georges Lavaudant, Daniel Loayza a partir de Raymond Roussel)[36]

Arthur Rimbaud, poeta francès
- Lorenzo Ferrero: Rimbaud, ou le fils du soleil (1978, L.-F. Caude)
- Kevin Volans: The man with footsoles of wind (1993, Roger Clark)
- Harold Blumenfeld: Seasons in Hell: a life of Rimbaud (1996)
- Georges Boeuf: Verlaine Paul (1996, 29-10, Opéra, Nancy ; Franck Venaille)[37]
- Matthias Pintscher: L'espace dernier (2004, M. Pintscher)

Paul Verlaine, poeta francès
- Georges Boeuf: Verlaine Paul (1996, 29-10, Opéra, Nancy ; Franck Venaille)[37]

Louis Pasteur, biòleg francès
- Finn Høffding: Pasteur (1938)

Pierre de Coubertin, fundador dels Jocs Olímpics moderns
- Luca Belcastro: 1896: Pheidippides... corri ancora! (2001)

Auguste Rodin, escultor francès
- Benet Casablancas: L'enigma di Lea, com a Augusto (2019, 9-2, Gran T. del Liceu, Barcelona ; Rafael Argullol)

Claude Debussy, compositor francès
- Şerban Nichifor: Le martyre de Saint Claude Debussy (1999)

Alfred Dreyfus, militar francès
- Die Dreyfus Trilogie, llibrets de George Whyte, amb música de:
  - Jost Meier: Dreyfus: die Affäre (1994)
  - Luciano Berio: Dreyfus: J'accuse (1994, Tanzdrama)
  - Alfred Schnittke: The Dreyfus affair (1996)
- Michel Legrand: Dreyfus (2014, Didier van Cauwelaert)

Herculine Barbin, persona intersexual francesa
- Raquel García-Tomás: Alexina B. (2023, 18-3, Gran Teatre del Liceu, Barcelona ; Irène Gayraud)

Paul Cézanne, pintor francès 
- Daniel Rothman: Cézanne's Doubt, òpera de cambra (1996, D. Rothman)

Vincent van Gogh, pintor neerlandès
- Rainer Kunad: Vincent (1979)
- James Wilson: Letters to Theo (1984)
- Christopher Yavelow: The passion of Vincent van Gogh (1984)
- Michèle Reverdy: Vincent, ou La haute note jaune (1990, Michel Siret-Gille)
- Einojuhani Rautavaara: Vincent (1990)
- Bernard Rands: Vincent (2011, 8-4, Indiana University Jacobs School of Music, Bloomington (EUA); J D McClatchy)

Theo van Gogh, marxant d'art, germà de Vincent van Gogh
- Rainer Kunad: Vincent (1979)
- James Wilson: Letters to Theo (1984)
- Einojuhani Rautavaara: Vincent (1990)
- Bernard Rands: Vincent (2011, 8-4, Indiana University Jacobs School of Music, Bloomington (EUA); J D McClatchy)

Paul Gauguin, pintor francès
- Rainer Kunad: Vincent (1979)
- Christopher Yavelow: The passion of Vincent van Gogh (1984)
- Michèle Reverdy: Vincent, ou La haute note jaune (1990, Michel Siret-Gille)
- Einojuhani Rautavaara: Vincent (1990)
- Bernard Rands: Vincent (2011, 8-4, Indiana University Jacobs School of Music, Bloomington (EUA); J D McClatchy)

Henri de Toulouse-Lautrec, pintor francès
- Bernard Rands: Vincent (2011, 8-4, Indiana University Jacobs School of Music, Bloomington (EUA); J D McClatchy)

Clasina Maria "Sien" Hoornik (1850–1904), prostituta neerlandesa, amant de Vincent van Gogh
- Rainer Kunad: Vincent (1979)
- Einojuhani Rautavaara: Vincent
- Bernard Rands: Vincent (2011, 8-4, Indiana University Jacobs School of Music, Bloomington (EUA); J D McClatchy)

Marie Curie, física i científica polonesa, resident a París
- Elżbieta Sikora: Madame Curie (2011)
- Mats Larsson Gothe: Blanche and Marie (2014, Maria Sundqvist)

Pierre Curie, físic francès
Blanche Wittman, ajudant de laboratori dels Curie
Jean-Martin Charcot, neuròleg francès
Georges Gilles de la Tourette, metge i neuròleg
Jane Avril, cantant i ballarina 
- Mats Larsson Gothe: Blanche and Marie (2014, Maria Sundqvist)

Santa Teresa de Lisieux, religiosa carmelita francesa
- John Tavener: Thérèse (1973, G. McLarnon)

### Regne Unit
Charles Darwin, científic anglès

Emma Darwin, esposa seva

Joseph Dalton Hooker, botànic anglès
- Niels Marthinsen: Darwin (2017, 28-8, Sommeropera, Aarhus; Bent Nørgaard)

Lewis Carroll, escriptor anglès
- Claude Vivier: Kopernikus, rituel de mort (1908, 8-5, Monument-national, Montreal, Canadà ; C. Vivier)
- William Osborne: Alice through the looking glass (1985, 19-3, Israel Chamber Orchestra, Jerusalem; W. Osborne), "family opera"
- Tom Waits: Alice (1992, 19-12, Thalia Theater, Hamburg; Paul Schmidt), òpera rock
- Gary Bachlund: Alice (2004; G. Bachlund i Marilyn Barnett)
- Alan John: Through the looking glass (2008, Andrew Upton)

George Gissing, novel·lista anglès
- Kevin Puts: Elizabeth Cree (2017, 14-9, Perelman T., Filadèlfia; Mark Campbell)

Edith Wharton, escriptora anglesa
- Myrton Fink: Edith Wharton: a self-portrait (2003, 21-9, Lemon Grove Historical Society, San Diego (fragments) ; Don Moreland)[38]

Rudyard Kipling, escriptor britànic, nascut a l'Índia
- Michael Berkeley: Baa Baa Black Sheep: a jungle tale (1993, 3-7, Cheltenham, Anglaterra, Cheltenham Festival; David Malouf), com a Punch Mowgli[39]

Jack l'Esbudellador, assassí en sèrie anglès
- Alban Berg: Lulu

Arthur Cecil, actor anglès
Priscilla Horton, actriu

Thomas German Reed, compositor i empresari teatral
Fanny Holland, actriu 
- Thomas German Reed (amb W. S. Gilbert): Our island home

Dan Leno, actor anglès de music-hall
- Kevin Puts: Elizabeth Cree (2017, 14-9, Perelman T., Filadèlfia; Mark Campbell)

Reina Victòria I del Regne Unit
- Friedrich Cerha: Der Riese vom Steinfeld (2002)

Alexandra de Dinamarca, esposa d'Eduard VII del Regne Unit
- Carl Unander-Scharin: The Elephant Man (2012, 6-10, NorrlandsOperan, Umea, Suècia; Michael Williams)[40]

Oscar Wilde, escriptor irlandès
- Thomas Oboe Lee: Oscar Wilde (2005-)
- Theodore Morrison: Oscar (2013, 27-7, The Santa Fe Opera, Santa Fe ; T. Morrison, J. Cox)[41]
- Alberto Garcia Demestres: WOW! (2013, 14-8, Castell de Perelada; A. Garcia Demestres, amb textos d'O. Wilde i W. Withman)

Ada Leverson, escriptora britànica
Frank Harris, periodista irlandès
Alfred Douglas, aristòcrata, amant de Wilde
Alfred Wills, jurista britànic
- Theodore Morrison: Oscar (2013, 27-7, The Santa Fe Opera, Santa Fe ; T. Morrison, J. Cox)[41]

Violet Gordon-Woodhouse, pianista britànica

Gordon Woodhouse, marit seu

Ethel Smyth, compositora i feminista anglesa

William Reginald Shute Barrington, 10th Viscount Barrington, noble
- Roger Scruton: Violet (2005, 30-11, Guildhall School of Music and Drama, Londres ; R. Scruton)

Joseph Merrick, conegut com a L'home elefant
- Laurent Petitgirard: Joseph Merrick, the Elephant Man (1998)
- Carl Unander-Scharin: The Elephant Man (2012, 6-10, NorrlandsOperan, Umea, Suècia; Michael Williams)[40]

### Estats alemanys, Àustria i Suïssa
Otto von Bismarck, primer canceller d'Alemanya
- Luigi Nono: Al gran sole carico d'amore (1975, 4-4, T. Lirico, Milà ; textos aplegats per L. Nono i Iuri Liubimov)

Guillem II de Prússia, emperador d'Alemanya
- Detlev Müller-Siemen: Genoveva, oder Die weiße Hirschkuh (1980)
- Friedrich Cerha: Der Riese vom Steinfeld (2002)
- Avner Dorman: Wahnfried (2017, Lutz Hübner, Sarah Nemitz)

Richard Wagner, músic alemany
- Jonathan Harvey: Wagner dream (2007, Jean-Claude Carrière)
- Avner Dorman: Wahnfried (2017, Lutz Hübner, Sarah Nemitz), com a esperit

Cosima Liszt, esposa seva
- Siegfried Matthus: Cosima (2007, 28-4, Staatstheater, Brunswick; S. Matthus)
- Jonathan Harvey: Wagner dream (2007, Jean-Claude Carrière)
- Avner Dorman: Wahnfried (2017, Lutz Hübner, Sarah Nemitz)

Hans von Bülow, director d'orquestra
- Siegfried Matthus: Cosima (2007, 28-4, Staatstheater, Brunswick; S. Matthus)

Aloys Obrist, músic alemany
Albin Swoboda, Sr., tenor alemany
- David Philip Hefti: Annas Maske (2017, Alain Claude Sulzer)

Duc Maximilià de Baviera i Lluïsa de Baviera
Sofia de Baviera (arxiduquessa d'Àustria)
- Fritz Kreisler: Sissy (1932, singspiel)

Lluís II de Baviera, rei 
- Franz Hummel: Ludwig II (2000, musical)
- Peter Kreuder: Lola Montez (2003, musical)

Johann Strauss I, músic vienès 
Johann Strauss II, músic vienès, son fill
- Johann Strauss I i Johann Strauss II, arr. Erich Wolfgang Korngold i Julius Bittner: Valses de Vienne

Emilie Demel, també coneguda com a Emilie Turecek, cantant popular a Viena
- Richard Strauss: Arabella (1932, H. von Hoffmannstahl), com a Fiakermilli

Emperador Francesc Josep I d'Àustria
- Ralph Benatzky, Robert Stolz i Bruno Granichstaedten: Im weissen Rössl  (1930, Oscar Blumenthal, Gustav Kadelburg), comèdia musical

Emperador Francesc Josep I d'Àustria
Elisabet de Baviera
- Fritz Kreisler: Sissy (1932, singspiel)
- Sylvester Levay: Elisabeth (1992, Michael Kunze, musical)

Arxiduc Lluís Salvador d'Àustria-Toscana
- Paul Walter Fürst: Catalina Homar (2002)
- Antoni Parera Fons: L'arxiduc (2019; Carme Riera)

Karl May, novel·lista alemany
- Manos Tsangaris: Karl May, Raum der Wahrheit (2014, Marcel Beyer)

Isabelle Eberhardt, exploradora i autora suïssa, viatgera pel Sahara
- Missy Mazzoli: Song from the uproar: the lives and deaths of Isabelle Eberhardt (2012, 2, The Kitchen, Nova York ; Royce Vavrek)[42]

### Escandinàvia
Laura Kieler, escriptora noruega en qui es basa el personatge de Nora Helmer d'Et dukkenhjem d'Ibsen
- Grace E. Oberhofer: A doll's house (2015, 1-5, Tufts University, Boston ; G. Oberhofer)

### Rússia i estats eslaus
Aimable Pélissier, mariscal de França
- Josep Freixas: El ocho de setiembre, o La toma de Sebastopol (1855, sarsuela)

Tsar Alexandre II de Rússia
- Emilio Arrieta: La Guerra Santa (1879, 4-3, T. de la Zarzuela, Madrid ; Enrique Pérez Escrich i Luis Mariano de Larra), sarsuela[43]
- Pere Miquel Marquès: El cañón (1891, 22-12, Teatro Circo de Parish, Madrid ; Guillermo Perrín, Miguel de Palacios),[44] sarsuela de gran espectacle

Mikhaïl Bakunin, filòsof anarquista rus
- Avner Dorman: Wahnfried (2017, Lutz Hübner, Sarah Nemitz)

Ivan Alekséievitx Kuràtov, escriptor rus en llengua komi
- Serge Noskov: Kuràtov (2009, S. Noskov)

Lev Tolstoi, novel·lista i pedagog rus
- Philip Glass: Satyagraha (1980)

Piotr I. Txaikovski, compositor rus
- Peter Schat: Symposion (1994, Gerrit Komrij)
- Michael Finnissy: Shameful vice (1995)

Gotse Dèltxev, revolucionari macedoni
- Kiril Makedonski: Goce

Abaj Kunanbajev, poeta i filòsof kazakh
- Latif Khamidi i Akhmet Jubanov: Абай (Abaj) (1944, 24-12, Kazakh Abai Opera, Astanà ; Mukhtar Auezov)

### Estats Units i Canadà
Brigham Young, líder mormó
- Leonard Kastle: Deseret (1961)

Harman Blennerhassett, jurista irlandès-nord-americà
Philip Nolan, militar 
- Walter Damrosch: The man without a country

John Brown, sargent de la Boston Light Infantry Volunteer Militia
- Walter Schumann: John Brown's Body

John Quincy Adams II, jurista i polític
- Virgil Thomson: The mother of us all (1947, G. Stein)

Daniel Webster, estadista nord-americà
- Douglas Moore: The Devil and Daniel Webster (1939)
- Virgil Thomson: The mother of us all (1947, G. Stein)
- Anthony Davis: Amistad (1997)

Margaret Garner, esclava mulata fugida
- Richard Danielpour: Margaret Garner (2005, Toni Morrison)

Louise Clappe, pionera i escriptora estatunidenca com a Dame Shirley
- John Adams: Girls of the Golden West (2017, 21-11, San Francisco Opera; Peter Sellars)

Brigadier General Edward Porter Alexander, militar nord-americà
- Philip Glass: Appomattox (2007, 5-10, San Francisco Opera, San Francisco; Christopher Hampton)

Ely S. Parker, indi nord-americà del poble seneca, comissionat d'assumptes indis
- Philip Glass: Appomattox (2007, 5-10, San Francisco Opera, San Francisco; Christopher Hampton)

Wilmer McLean, personatge de la Guerra Civil nord-americana
Howell Cobb, polític nord-americà
- Philip Glass: Appomattox (2007, 5-10, San Francisco Opera, San Francisco; Christopher Hampton)

Abraham Lincoln, president dels EUA
- Gavin Bryars, Philip Glass i altres: the CIVIL warS: a tree is best measured when it is down (1984)
- Philip Glass: Appomattox (2007, 5-10, San Francisco Opera, San Francisco; Christopher Hampton)
- Eric W. Sawyer: Our American cousin (2008, John Shoptaw)
- Roger Anderson: Abe (2009, 20-2, Muddy River Opera Company, Quincy, Illinois ; Lee Goldsmith), musical[45]
- Philip Glass: The perfect American (2012, 22-1, T. Real, Madrid ; Rudy Wurlitzer)[46]

Mary Todd Lincoln, esposa seva
- Gavin Bryars, Philip Glass i altres: the CIVIL warS: a tree is best measured when it is down (1984)
- Thomas Pasatieri: The trial of Mary Lincoln (1972)
- Philip Glass: Appomattox (2007, 5-10, San Francisco Opera, San Francisco; Christopher Hampton)
- Eric W. Sawyer: Our American cousin (2008, John Shoptaw)
- Roger Anderson: Abe (2009, 20-2, Muddy River Opera Company, Quincy, Illinois ; Lee Goldsmith), musical[45]

Ann Rutledge, amiga de Lincoln
- Roger Anderson: Abe (2009, 20-2, Muddy River Opera Company, Quincy, Illinois ; Lee Goldsmith), musical[45]

John Wilkes Booth, assassí de Lincoln
- Gerald Muller: Mary Surratt (1989, 28-10, Harmony Hall, Fort Washington, Maryland, EUA ; G. Muller)
- Eric W. Sawyer: Our American cousin (2008, John Shoptaw)

Mary Surratt, col·laboradora en l'assassinat de Lincoln
- Gerald Muller: Mary Surratt (1989, 28-10, Harmony Hall, Fort Washington, Maryland, EUA ; G. Muller)
- Michael Remson: Mary Surratt (2005, 29-5, Ovations! in Rice Village, Houston (fragments) ; M. Remson)

Henry Rathbone, oficial de l'exèrcit dels EUA, present en l'assassinat de Lincoln
Clara Harris, esposa seva
- David T. Little: JFK (2016, 23-4, Fort Worth Opera, Fort Worth, Texas, EUA ; Royce Vavrek)[47]

Margaret "Peggy" Garner, esclava nord-americana
- Richard Danielpour: Margaret Garner

Harriet Tubman, negra, feminista i activista antiesclavista nord-americana
- Leo Edwards: Harriet Trubman (1986, 9-11, Opera Ebony, Nova York; Anthony Martone)
- Thea Musgrave: Harriet, the woman called Moses (1985, 1-3, Center Theater, Norfolk, Virginia, EUA; T. Musgrave)[48]
- Thea Musgrave: The story of Harriet Tubman (1990, 24-10, Skylight Opera Theatre, Milwaukee; T. Musgrave),[49] versió abreviada de Harriet, the woman called Moses
- Nkeiru Okoye: Harriet Tubman (2014, N. Okoye)

(Eleanor) Agnes Lee, filla de Robert E. Lee 

Mary Anna Custis Lee, esposa de Robert E. Lee
Julia Grant, primera dama dels EUA
- Philip Glass: Appomattox (2007, 5-10, San Francisco Opera, San Francisco; Christopher Hampton)

Edgar Ray Killen, líder del KKK, assassí
Howell Cobb, polític nord-americà
- Philip Glass: Appomattox (2007, 5-10, San Francisco Opera, San Francisco; Christopher Hampton)

Buffalo Bill, personatge nord-americà
Sitting Bull, cabdill indi
Annie Oakley, tiradora
- Irving Berlin: Annie get your gun, comèdia musical (1936)

Ulysses S. Grant, president dels EUA
- Virgil Thomson: The mother of us all (1947, G. Stein)
- Leonard Bernstein: 1600 Pennsylvania Avenue (1976, musical)
- Philip Glass: Appomattox (2007, 5-10, San Francisco Opera, San Francisco; Christopher Hampton)

General Robert E. Lee
- Gavin Bryars, Philip Glass i altres: * Girolamo Arrigo: the CIVIL warS: a tree is best measured when it is down (1984)
- Philip Glass: Appomattox (2007, 5-10, San Francisco Opera, San Francisco; Christopher Hampton)

Chief Joseph o Hin-mah-too-yah-lat-kekt, cabdill dels nez percés
- Hans Zender: Chief Joseph (2005, 23-6, Deutsche Staatsoper, Berlín; H. Zender), obra de teatre musical

John Aaron Rawlins, general dels EUA, secretari de guerra
- Philip Glass: Appomattox  (2007, 5-10, San Francisco Opera, San Francisco; Christopher Hampton)

Ambrose Bierce, escriptor nord-americà
- Rob Zuidam: Freeze (1994)

Kate, Margaret i Leah Fox, germanes, impulsores de l'espiritisme
- Marc Migó: The Fox sisters (2022, 9-7, Teatrino del Conservatori, Liceu, Barcelona; Lila Palmer)

Susan B. Anthony, activista nord-americana dels drets de les dones
- Virgil Thomson: The mother of us all (1947, G. Stein)

Eadweard Muybridge, fotògraf
- Philip Glass: The photographer (1982)

Chester A. Arthur, president dels EUA
Horace Tabor, industrial i polític de Colorado
- Max DiJulio: Baby Doe (1952, 24-5, Denver (Colorado, EUA9, Loretto Heights College; M. DiJulio)[50]
- Douglas Moore: The Ballad of Baby Doe (1956, 7-7, Opera House, Central City, Colorado, EUA; John Latouche)[51]
- Leonard Bernstein: 1600 Pennsylvania Avenue (1976, musical)

Joaquín Murieta, bandoler i patriota mexicà
- Sergio Ortega: Joaquín Murieta (1967)
- Aleksej L'vovič Rijbnikov: Zvezda i smert' Choakina Mur'ety (Fulgor i mort de Joaquín Murieta) (1975, Pavel Gluško)
- Jens-Peter Ostendorf: Murieta (1984)

Thaddeus Stevens,polític nord-americà
Andrew Johnson, president dels EUA
Anthony Comstock, ideòleg
- Virgil Thomson: The mother of us all

 Catherine Gratton Lawder, Lady Moon, pionera de Colorado
- Robert Ward: The Lady from Colorado (1964, Bernard Stambler)

Emily Dickinson, poeta nord-americana
- Jan Meyerowitz: Emily Dickinson (1951)

Walt Whitman, poeta 
- Theodore Morrison: Oscar (2013, 27-7, The Santa Fe Opera, Santa Fe ; T. Morrison, J. Cox)[41]
- Alberto Garcia Demestres: WOW! (2013, 14-8, Castell de Perelada; A. Garcia Demestres, amb textos d'O. Wilde i W. Withman)
- Matthew Aucoin: Crossing (2015, 29-5, Shubert Theater, Boston ; M. Aucoin),"[52] a new American opera"

Louis Sullivan, arquitecte nord-americà
- Daron Hagen: Shining Brow (1993, 21-4, Madison Opera, Madison ; Paul Muldoon)[53]

Lillian Russell, cantant i actriu
- Virgil Thomson: The mother of us all (1947, G. Stein)

William Jennings Bryan, polític nord-americà, secretari d'Estat
- Douglas Moore: The ballad de Baby Doe (1956)

Carrie Nation, activista nord-americana contrària a l'alcohol
- Douglas Moore: Carry Nation(1966)

Emmeline Bachelder Gurney, dona de Maine que, sense saber qui era, va casar-se amb el seu fill, adoptat per una altra família en néixer
- Tobias Picker: Emmeline (1996, 27-7, Santa Fe Opera, Santa Fe; J. D. McClatchy)

Elizabeth Bernardey, esclava i proprietària de plantació a Geòrgia
- Curtis Bryant: Zabette (1999, 29-4, Georgia State University School of Music, Atlanta ; Mary R. Bullard[54]

Pauline Johnson, escriptora iroquesa del Canadà
- Tobin Strokes: Pauline (2014, 23-5, York Theatre, Vancouver, Canadà ; Margaret Atwood)[55]

George-Étienne Cartier, estadista canadenc
Louis Riel, estadista canadenc
Alexandre-Antonin Taché, bisbe del Quebec
- Harry Somers: Louis Riel (1967, Mavor Moore i Jacues Languirand)

Alexander Keith Jr., terrorista canadenc, inventor de la primera bomba de temps amb la que destruí un vaixell
- Bramwell Tovey: The inventor(2011, 29-1, Calgary Opera, Calgary (Canadà); John Murrell)

### Iberoamèrica
Emperador Maximilià I de Mèxic
i Carlota de Mèxic, esposa seva
- Julián Carrillo: La paloma (1911)
- Darius Milhaud: Maximilien (1932, R. S. Hoffman)
- Luis Sandi: Carlota (1948, Francisco Zendejas)
- Robert Avalon: Carlota (no estrenada, llibretista desconegut)

Carlota de Mèxic, emperadriu consort
- Dmitri Dudin: La emperatriz de la mentira (2012, 21-9, Centro Cultural Tijuana, Tijuana ; Ángel Norzagaray), personatge interpretat per tres cantants[56]

Porfirio Díaz, president de Mêxic
- Melesio Morales: Anita (1910, estr. 2000; Enrico Golisciani)
- Darius Milhaud: Maximilien (1932, R. S. Hoffman)

Juan Moreira, gautxo i bandoler argentí
- Arturo Berutti: Pampa (1897)

Juan Manuel de Rosas, militar i dirigent argentí
- Francisco Alonso: Manuelita Rosas (1941, sarsuela)

Manuela Rosas de Terrero, personalitat política argentina
- Eduardo García-Mansilla: La angelical Manuelita (1917, 5-8, T. Colón, Buenos Aires ; E. García-Mansilla)[57]
- Francisco Alonso: Manuelita Rosas (1941, 21-1, T. Calderón, Madrid ; Luis Fernández Ardavín), sarsuela

Emperador Pere II del Brasil
Giovanni Rossi, polític anarquista italià, establert al Brasil
- Giovanna Marini: Il regalo dell'imperatore (1983, 19-7, T Grec, Barcelona (2-7, Polverigi, com a oratori) ; G. Marini)[58]

Euclides da Cunha, escriptor brasiler
- João Guilherme Ripper: Piedade (2012, 12-4, T. Vivo Rio, Rio de Janeiro, Brasil; J.G. Ripper)[59]

### Àsia
Muhàmmad Alí Paixà, soldà d'Egipte
- Enjott Schneider: Fürst Pückler - ich bin ein Kind der Phantasie (2005, Bernd Matzkowski, Enjott Schneider)

Rei Mongkut Rama IV de Siam
Rei Chulalongkorn el Gran, Rama V de Siam
Anna Leonowens, institutriu britànica dels fills del rei
- Richard Rodgers: The King and I (1951, musical, Oscar Hammerstein II)

Cixi, emperadriu vídua de la Xina
- Willem Jeths: Hôtel de Pékin: dreams for a Dragon Queen (2008, 21-11, Nationale Reisopera, Enschede (Països Baixos); Friso Haverkamp)

### Estats oceànics
William Derrincourt, aventurer australià
- John Smalley: William Derrincourt  (1979)

Liliuokalani, reina de Hawaii
- Emil Nikolaus von Reznicek: Satuala (1927, Rolf Lauckner)
- Paul Abraham: Die Blume von Hawaii, opereta (1931, A. Grünwald, F. Löhner-Beda i Imre Földes)
- Luna Pearl Woolf: Better Gods (2016, 8-1, Kennedy Center Terrace Theater, Washington D.C.; Caitlin Vincent)

Daisy Bates, antropòloga irlandesa en Austràlia
- Margaret Sutherland: The young Kabbarli

## 1900-1939
George Enescu, músic romanès
- Doru Popovici: Întălnire cu George Enescu (2002, D. Popovici)

Elisabet de Bèlgica, reina consort, esposa d'Albert I de Bèlgica
- Eugène Samuel-Holeman: Elisabeth reine des Belges (1914, V. Gilles), per a tenor i piano

### Espanya
Antoni Gaudí, arquitecte català
- Joan Guinjoan: Gaudí (2004, 3-11, Gran T. del Liceu, Barcelona ; Josep Maria Carandell)

Enric Granados, músic català
- Malte Giesen: Bésame mucho (2023, 17-2, Neuköllner Oper Berlin, Berlín; Bernhard Glocksin, Albert Tola)

Federico García Lorca, poeta i escriptor andalús
- Stavros Xarhakos: Llanto por Ignacio Sánchez Mejías (1996, 11-2, Théâtre Impérial, Compiègne ; sobre el poema de F. García Lorca)
- Osvaldo Golijov: Ainadamar: fuente de lágrimas (2003)
- Xavier Benguerel i Godó: Jo, Dalí (2011, 8-6, T. de la Zarzuela, Madrid; Jaime Salom)

Margarida Xirgu, actriu catalana
- Osvaldo Golijov: Ainadamar: fuente de lágrimas (2003)

Ignacio Sánchez Mejías, torero andalús
- Stavros Xarhakos: Llanto por Ignacio Sánchez Mejías (1996, 11-2, Théâtre Impérial, Compiègne ; sobre el poema de F. García Lorca)

Marià Fortuny i de Madrazo, artista, escenògraf i dissenyador tèxtil
Henriette Nigrin, esposa seva
- Diego Dall'Osto: Fortuny Venise (2008, Lluís Messeguer)

### Itàlia
Alessandro Marconi, enginyer i inventor italià
- Sergio Rendine: Marconi (1995)

Santa Maria Goretti, jove italiana, morta màrtir
- Marcel Delannoy: Maria Goretti, òpera per a ràdio (1953)

Gabriele D'Annunzio, escriptor italià
Eleanora Duse, actriu italiana
- Diego Dall'Osto: Fortuny Venise (2008, Lluís Messeguer)

Ettore Majorana, físic sicilià
- Roberto Vetrano: Ettore Majorana (2017, 19-10, T. Amilcare Ponchielli, Cremona; Stefano Simone Pintor)

### França
Guillaume Apollinaire, poeta francès
- Juan José Colomer: El pintor (2018, 8-2, Teatros del Canal, Madrid; Albert Boadella)

Raymond Roussel, escriptor francès
- Giorgio Battistelli: Impressions d’Afrique (2000, 14-5, T. Goldoni, Florència ; Georges Lavaudant, Daniel Loayza a partir de Raymond Roussel)[36]

Marcel Proust, novel·lista francès
- Alfred Schnittke: Leben mit einem Idioten (1991, Viktor Erofeev)
- Ricky Ian Gordon: My life with Albertine (2003, 13-3, Playwrights Horizons, Nova York ; Richard Nelson, lletres de R. Nelson R. I. Gordon)[60]
- Michel Legrand: Dreyfus (2014, Didier van Cauwelaert)

Georges Clemenceau, president de França
- David Blake: Scoring a century (2011, 4-3, Crescent Theatre, Birmingham ; Keith Warner)[61]

Mata Hari, espia neerlandesa
- Antón García Abril: Mata-Hari (1983, comèdia musical)
- Olli Kortekangas: Grand Hotel (1987)
- Gavin Bryars, Philip Glass i altres: The Civil Wars: a tree is best measured when it is down

Gertrude Stein, mecenes nord-americana
- Virgil Thomson: The mother of us all (1947, G. Stein)
- Ricky Ian Gordon: 27 (2014, 14-6, Opera Theatre, St. Louis ; Royce Vavrek)[62]
- Tom Cipullo: After life (2015 ; David Mason)[63]
- Juan José Colomer: El pintor (2018, 8-2, Teatros del Canal, Madrid; Albert Boadella)

Alice B. Toklas, escriptora

Man Ray, fotògraf i artista nord-americà

Henri Matisse, pintor francès
- Ricky Ian Gordon: 27 (2014, 14-6, Opera Theatre, St. Louis ; Royce Vavrek)[62]

Amedeo Modigliani, pintor italià establert a París
- Jerrold Morgulas: Anna and Dedo (2005, 4-2, Casa dels Actors, Moscou; J. Morgulas)

Paul Éluard, poeta surrealista
- Xavier Benguerel: Jo, Dalí (2011, 8-6, T. de la Zarzuela, Madrid; Jaime Salom)

Pierre Monteux, director d'orquestra
- Paul Moravec: Danse Russe (2011, 28-4, Central City Opera Theater, Filadèlfia (EUA); Terry Teachout)

Josephine Baker, cantant i ballarina francesa
- Tom Cipullo: Josephine (2016 ; T. Cipullo), monodrama per a soprano[63]

Antoine de Saint-Éxupery, novel·lista i pilot francès
- Lev Knipper: Malen′kiy prints (El petit príncep) (1978)
- Rachel Portman: The little prince (2003, com a The pilot)
- Nikolaus Schapfl: The little prince (2003)

Simone Weil, pensadora i mística francesa
- Kaija Saariaho: La passion de Simone (2006, Amin Maalouf), oratori escènic

### Illes Britàniques
David Lloyd George, primer ministre
- David Blake: Scoring a century (2011, 4-3, Crescent Theatre, Birmingham ; Keith Warner)[61]

James Joyce, escriptor irlandès en anglès

Nora Barnacle, esposa seva
- Jonathan Brielle: Himself and Nora, musical (2005, Old Globe Theater, San Diego, Calif.; revisió: 2012, New York Musical Theater Festival)
- Daron Hagen: The Antient concert (2007, Princeton Atelier ; Paul Muldoon), "recital dramàtic per a quatre cantants"

John McCormack, tenor irlandès
- Daron Hagen: The Antient concert (2007, Princeton Atelier ; Paul Muldoon), "recital dramàtic per a quatre cantants"

Virginia Woolf, escriptora anglesa, pionera del feminisme
- Peter Aderhold: Orlando (2016, Sharon L. Joyce)

Houston Stewart Chamberlain, pensador angloalemany
Eva Chamberlain, filla de Richard Wagner, esposa seva
- Avner Dorman: Wahnfried (2017, Lutz Hübner, Sarah Nemitz)

Siegfried Sassoon, soldat i poeta britànic
- Roxanna Panufnik: Silver birch (2017, 28-7, Garsington Opera, Stokenchurch; Jessica Duchen)

Robert Falcon Scott, explorador britànic, mort a l'Antàrtida
- Miroslav Srnka: South Pole (2016, 31-1, Bayerische Staatsoper, Múnic; Tom Holloway)

### Alemanya, Àustria i Suïssa
Francesc Josep I d'Àustria, emperador de l'Imperi Austrohongarès
- Ralph Benatzky, Robert Stolz i Bruno Granichstaedten: Im weissen Rössl  (1930, Oscar Blumenthal, Gustav Kadelburg), comèdia musical
- René Koering: La marche de Radetzky (1988)

Francesc Josep I d'Àustria, emperador
Elisabet de Baviera
- Fritz Kreisler: Sissy (1932, singspiel)
- Sylvester Levay: Elisabeth (1992, Michael Kunze, musical)

Lou Andreas-Salomé, escriptora austríaca
- Giuseppe Sinopoli: Lou Salomé (1981, Karl Dietrich Gräwe)
- Aleksandr Jurbin: Метаморфозы любви (Metamorfoszi piobii, Metamorfosis de l'amor) (2017, 25-5, Moscou, Moskovskij akademitxeskij muzikalitxij teatr imeni narodnikh artistov K. S. Stanislavskogo i Vl. I. Nemirovitxa-Dantxenk; Alexei Levxin i A. Jurbin)[23]

Friedrich Nietzsche, filòsof i escriptor austríac
- Giuseppe Sinopoli: Lou Salomé (1981, Karl Dietrich Gräwe)
- Siegfried Matthus: Cosima (2007, 28-4, Staatstheater, Brunswick; S. Matthus)
- Aleksandr Jurbin: Метаморфозы любви (Metamorfoszi piobii, Metamorfosis de l'amor) (2017, 25-5, Moscou, Moskovskij akademitxeskij muzikalitxij teatr imeni narodnikh artistov K. S. Stanislavskogo i Vl. I. Nemirovitxa-Dantxenk; Alexei Levxin i A. Jurbin)[23]

Rainer Maria Rilke, poeta austríac
- Nikolai Korndorf: MR (Marina i Rainer)
- Giuseppe Sinopoli: Lou Salomé (1981, Karl Dietrich Gräwe)
- Aleksandr Jurbin: Метаморфозы любви (Metamorfoszi piobii, Metamorfosis de l'amor) (2017, 25-5, Moscou, Moskovskij akademitxeskij muzikalitxij teatr imeni narodnikh artistov K. S. Stanislavskogo i Vl. I. Nemirovitxa-Dantxenk; Alexei Levxin i A. Jurbin)[23]

Franz Kafka, escriptor txec
- Stanley Walden: Liebste Vater (1996, 12-10, Bremen Theater, Bremen ; S. Walden)
- Philip Glass: In the penal colony (2000, paper mut)

Hermann Kafka, pare de Franz Kafka
Mare i germanes de F. Kafka
- Stanley Walden: Liebste Vater (1996, 12-10, Bremen Theater, Bremen ; S. Walden)

Sigmund Freud, psiquiatre austríac
- Aleksandr Jurbin: Метаморфозы любви (Metamorfoszi piobii, Metamorfosis de l'amor) (2017, 25-5, Moscou, Moskovskij akademitxeskij muzikalitxij teatr imeni narodnikh artistov K. S. Stanislavskogo i Vl. I. Nemirovitxa-Dantxenk; Alexei Levxin i A. Jurbin)[23]

Gustav Mahler, músic austríac
- Tan Dun: Marco Polo
- Aleksandr Jurbin: Метаморфозы любви (Metamorfoszi piobii, Metamorfosis de l'amor) (2017, 25-5, Moscou, Moskovskij akademitxeskij muzikalitxij teatr imeni narodnikh artistov K. S. Stanislavskogo i Vl. I. Nemirovitxa-Dantxenk; Alexei Levxin i A. Jurbin)[23]

Alma Mahler, esposa seva i compositora
- Marta Lambertini: Hildegard (2002, 28-6, Centro Experimental del T. Colón, Buenos Aires ; Elena Vinelli)
- Aleksandr Jurbin: Метаморфозы любви (Metamorfoszi piobii, Metamorfosis de l'amor) (2017, 25-5, Moscou, Moskovskij akademitxeskij muzikalitxij teatr imeni narodnikh artistov K. S. Stanislavskogo i Vl. I. Nemirovitxa-Dantxenk; Alexei Levxin i A. Jurbin)[23]

Alexander von Zemlinsky, compositor austríac
Oskar Kokoschka, pintor austríac
Walter Gropius, arquitecte alemany
Paul Rée, filòsof alemany
- Aleksandr Jurbin: Метаморфозы любви (Metamorfoszi piobii, Metamorfosis de l'amor) (2017, 25-5, Moscou, Moskovskij akademitxeskij muzikalitxij teatr imeni narodnikh artistov K. S. Stanislavskogo i Vl. I. Nemirovitxa-Dantxenk; Alexei Levxin i A. Jurbin)[23]

Siegfried Wagner, músic alemany
Winifred Wagner, esposa seva
- Avner Dorman: Wahnfried (2017, Lutz Hübner, Sarah Nemitz)

Guillem de Prússia, príncep hereu 
- Kevin Puts: Silent night (2011, 12-11, Minnesota Opera, Ordway Theater Saint Paul ; Mark Campbell, sobre l'obra de Christian Carion)[64]

Anna Sutter, soprano del teatre de Stuttgart
Aloys Obrist, director d'orquestra
Albin Swoboda, tenor
- David Philip Hefti: Annas Maske (2017, 6-5, Theater St. Gallen, Sankt-Gallen, Suïssa; Alain Claude Sulzer)

Albert Einstein, científic alemany
- Paul Dessau: Einstein (1974)
- Philip Glass: Einstein on the beach
- Brian Ferneyhough: Shadowtime (2005, Charles Bernstein)
- Gerhard Stäbler: Erlöst Albert E (2014, G. Stäbler)
- Torsten Rasch: Die Formel (2018, 2-3, Stadttheater Bern, Berna; Doris Reckewell)

Rosa Luxemburg, política alemanya
- Georg Friedrich Haas: Die schöne Wunde (2003, 14-8, Werkstattbühne, Bregenz ; G. F. Haas)[65]

Mileva Maric, matemàtica sèrbia, esposa seva
- Torsten Rasch: Die Formel (2018, 2-3, Stadttheater Bern, Berna; Doris Reckewell)

Walter Benjamin, filòsof
- Brian Ferneyhough: Shadowtime (2005, Charles Bernstein)
- Antoni Ros-Marbà: Benjamin a Portbou (2025, 19-7, Gran Teatre del Liceu, Barcelona ; Anthony Carroll Madigan)

Max Schmeling, boxejador alemany
- Frank Proto: Shadowboxer (2010, 17-4, University's Clarice Smith Performing Arts Center, College Park, Maryland, EUA ; John Chenault)[66]

Emil Jannings, actor alemany
- Oscar Strasnoy: Comeback (2016, O. Strasnoy)

Max Reinhardt, director de teatre alemany
- Diego Dall'Osto: Fortuny Venise (2008, Lluís Messeguer)

Tristan Tzara, artista suís
Hugo Ball, poeta suís
- Christopher Butterfield: Zurich 1916 (1998, 5-5, The Banff Centre for the Arts, Banff, Canadà ; John Bentley Mays)[67]

Adolf Wölfli, pintor suís
- Georg Friedrich Haas: Adolf Wölfli (1981, 1-11, Grazer Opera, Graz ; G. F. Haas)
- Per Nørgård: Det guddommelige Tivoli (1983)

Paul Klee, pintor suís 
Lily Stumpf, esposa seva
- Torsten Rasch: Die Formel (2018, 2-3, Stadttheater Bern, Berna; Doris Reckewell)

Alberto Giacometti, escultor suís
- Gion Antoni Derungs: Il semiader (1996)

Robert Walser, escriptor suís
- Torsten Rasch: Die Formel (2018, 2-3, Stadttheater Bern, Berna; Doris Reckewell)

Ludwig Binswanger, psiquiatre suís
- Ricky Ian Gordon: Ellen West (2019, 30-6, Opera Saratoga, Saratoga, NY; Frank Bidart)[68]

### Estats eslaus
Stanisława Przybyszewska, dramaturga polonesa
- Zygmunt Krauze: Olimpia z Gdańska (2015, 20-11, Opera Bałtycka w Gdańsku, Gdansk; Krystyna i Blaise de Obaldia)

### Estats balcànics
Kostas Kariotakis, poeta grec
- Mikis Theodorakis: Kostas Kariotakis (1987)

### Escandinàvia
Edvard Grieg i Rikard Nordraak, músics noruecs
Nina Grieg, cantant, esposa de Grieg
- Edvard Grieg, arr. Robert Wright i George Forrest: Song of Norway

Knut Hamsun, escriptor noruec
- Knut Anders Vestad: Unge Hamsun (2009, 6-2, Operaen i Kristiansund; Edvard Hoem)

Hugo Alfvén, músic suec
- Hugo Alfvén, arr.: Alfvén (2014, Richard Bark), pasticcio a partir de música d'H. Alfvén

Roald Amundsen, explorador noruec de les regions polars
- Miroslav Srnka: South Pole (2016, 31-1, Bayerische Staatsoper, Múnic; Tom Holloway)

Joel Pettersson, pintor de les illes Åland
- Nikolo Kotzev: Joel (2009, 24-7, Ystadoperan, Lund, Suècia; Lars Huldén)

### Rússia i URSS
Tsar Nicolau II de Rússia
- Kurt Weill: Der Zar lässt sich photographieren (1928, 18-2, Neues Theater, Leipzig; Georg Kaiser)
- Deborah Drattell: Nicholas and Alexandra
- Nicolas Nabokov: The holy devil (1958; en 1959 nova versió: Der Tod des Grigorij Rasputin)
- Einojuhani Rautavaara: Rasputin (2003, 19-9, Suomen Kansallisooppera ja -baletti, Helsinki; E. Rautavaara)

Alexandra de Hessen-Darmstadt, tsarina de Rússia, consort de Nicolau II
- Deborah Drattell: Nicholas and Alexandra
- Nicolas Nabokov: The holy devil (1958; en 1959 nova versió: Der Tod des Grigorij Rasputin)
- Einojuhani Rautavaara: Rasputin (2003, 19-9, Suomen Kansallisooppera ja -baletti, Helsinki; E. Rautavaara)

Grigori Rasputin, místic rus, confident i favorit de la tsarina Alexandra
- Karl Amadeus Hartmann: Wachsfigurenkabinett (1930, estr. 1988)
- Nicolas Nabokov: The holy devil (1958; en 1959 nova versió: Der Tod des Grigorij Rasputin)
- Einojuhani Rautavaara: Rasputin (2003, 19-9, Suomen Kansallisooppera ja -baletti, Helsinki; E. Rautavaara)

Ígor Stravinski, músic rus

Serguei Diaghilev, empresari artístic rus
- Paul Moravec: Danse Russe (2011, 28-4, Central City Opera Theater, Filadèlfia (EUA); Terry Teachout)

Vaslav Nijinski, ballarí rus
- Detlef Glanert: Nijinskys Tagebuch (2008, 6-4, Theater Aachen, Aquisgrà ; Carolyn Sittig)
- Paul Moravec: Danse Russe (2011, 28-4, Central City Opera Theater, Filadèlfia (EUA); Terry Teachout)

Tripulació del cuirassat Potiomkin, iniciadors de la revolta d'Odessa de 1905
- Volodijmijr Femelidi: Bronenosec Potëmkin (1930, òpera per a ràdio)
- Oles' Čyško: Бронено́сец Потё́мкин (Bronienòssiets Potiomkin) (1937)

Vassili Txapàiev, militar i guerriller soviètic
- Aleksandr Nikolaièvitx Kholminov: Čapaev (1977)

Isaak Babel, escriptor rus
- Volker David Kirchner: Die fünf Minuten des Isaak Babel (Els cinc minuts d'Isaak Babel)
 (1979, rèquiem escènic)

Marina Tsvetaeva, poeta russa
- Nikolai Korndorf: MR (Marina i Rainer)

Anna Akhmàtova, poeta russa
- Jerrold Morgulas: Anna and Dedo (2005, 4-2, Casa dels Actors, Moscou; J. Morgulas)
- Bruno Mantovani: Akhmatova (2011, 28-3, Opéra nationale, París (França); Christophe Ghristi)

Vladímir Maiakovski, poeta rus
- Andrej Pavlovič Petrov: Majakovskij načinaetsja (1983, Mark Rozovskij, sobre textos del poeta)
- Christopher Butterfield: Zurich 1916 (1998, 5-5, The Banff Centre for the Arts, Banff, Canadà ; John Bentley Mays)[67]
- Dietrich Schnebel: Majakowskis Tod - Totentanz (1989-1997, D. Schnebel)

Ilià Ehrenburg, escriptor soviètic
- Jerrold Morgulas: Anna and Dedo (2005, 4-2, Casa dels Actors, Moscou; J. Morgulas)

Nikola Tesla, científic croat
- Constantine Koukias: Tesla - Lightning in his hand

Vladímir Uliànov Lenin, polític rus
- Julij Mejtus: Brat'ja Ul'janovy (1963)
- David Blake: Scoring a century (2011, 4-3, Crescent Theatre, Birmingham ; Keith Warner)[61]
- Torsten Rasch: Die Formel (2018, 2-3, Stadttheater Bern, Berna; Doris Reckewell)

Aleksandr Uliànov, germà seu
- Julij Mejtus: Brat'ja Ul'janovy (1963)

Nadejda Krúpskaia, revolucionària i pedagoga russa
- Torsten Rasch: Die Formel (2018, 2-3, Stadttheater Bern, Berna; Doris Reckewell)

Ğabdulla Tuqay, poeta tàtar
- Rezeda Akhijarova: Шагыйрь мәхәббәте (L'amor del poeta) (2006, 18-11, Mussa Djalil T., Kazan ; Renata Kharitsa)

Musa Cälil, poeta tàtar i heroi de la resistència
- Nazib Jiganov: Җәлил (Cälil) (2015, 28-4, Kazan, Teatr operi i baleta; Akhmed Faisi)

### Àsia
Hekimoğlu, bandoler turc, heroi popular
- Tolga Taviş: Hekimoğlu (2014, 18-10, Samsun; Bertan Rona)[69]

Alexandra David-Néel, exploradora francesa, primera dona occidental que entrà a Lhasa
- Meredith Monk: Atlas (1991, 22-2, Houston (EUA), Cullen Theater; M. Monk), opera iin three parts[70]

#### Xina
Sun Yat-sen, polític xinès, primer president de la República
Soong Ching Ling, la seva segona esposa
- Huang Ruo: Dr. Sun Yat-sen (2011, 2014, 7, The Santa Fe Opera, Santa Fe ; C. Mui-ngam Chong)[71]

Fang Zhimin, líder comunista xinès
- Meng Weidong: Frang Zhimin (2015, Guójiā dà jùyuàn, Pequín ; Feng Baiming, Feng Bilie)[72]

#### Índia
Srinivasa Ramanujan, matemàtic indi
- Kevin Volans: Correspondences (1990)

Mohandas Gandhi, advocat i polític indi
Rabindranath Tagore, escriptor bengali
- Philip Glass: Satyagraha (1980)

### Estats Units
Poker Alice, jugadora de pòquer professional
- Gloria Swisher: Legend of Poker Alice' (2010, 18-2, Shoreline (Washington, EUA), Shoreland Community College Campus Theater; Willy Clark)[73]

Henry Ford, industrial 
- Karl Amadeus Hartmann: Chaplin-Ford-Trott (1923-1930)

Jack London, escriptor nord-americà d'origen polonès
- Libby Larsen: Every man Jack (2006)

Robert Edwin Peary
Josephine Diebitsch Peary, exploradors àrtics
- Linda Catlin Smith: Facing South (2002, 15-4, Tapestry New Opera, Toronto, Canadà; Don Hannah)[74]

Lizzie Borden, personatge nord-americà, potser assassina en sèrie
- Thomas Albert: Lizbeth
- Jack Beeson: Lizzie Borden

Catherine "Kitty" (Tobin) Wright (1871–1959), primera esposa de Frank Lloyd Wright 
Frank Lloyd Wright, arquitecte nord-americà
- Daron Hagen: Shining Brow (1993, 21-4, Madison Opera, Madison ; Paul Muldoon)[53]

Julian Carlton, assassina de Mamah Cheney, amant de Frank Lloyd Wright
Edwin Cheney, enginyer 
Mamah Cheney, esposa d'Edwin Cheney
- Daron Hagen: Shining Brow (1993, 21-4, Madison Opera, Madison ; Paul Muldoon)[53]

Mary Mallon, cuinera, assassina a Nova York
Eva Dugan, assassina executada a Arizona
- Barry Greenhut: Body of crime II: a history of women in prison (1999, 15-4, Nova York, La MaMa Annex; Theodora Skipitares), espectacle multimèdia per a titelles[75]

Enrico Caruso, tenor italià, resident en Nova York 
- Edwin Penhorwood: Too Many Sopranos (parodiat com a "Enrico Carouser")
- Micha Hamel: Caruso a Cuba (2019, 3-5, Nationale Opera, Amsterdam ; M. Hamel)

Bruno Zirati, representant de Caruso
Adolfo Bracale, empresari operístic
- Micha Hamel: Caruso a Cuba (2019, 3-5, Nationale Opera, Amsterdam ; M. Hamel)

Tsianina Redfeather, cantant nativa nord-americana
- Charles Wakefield Cadman: Shanewis, or The robin woman (1918, basada en la vida de Tsianina, que hi apareix com a Shanewis)

Harry Houdini, escapista nord-americà d'origen hongarès
- Peter Schat: Houdini (1977, Adrian Mitchell), òpera-circ
- Andy Pape: Houdini the Great (1989)

Gypsy Rose Lee, actriu d'estriptís
- Jule Styne: Gypsy: a musical fable (1959, musical; Stephen Sondheim, Arthur Laurents)

Charles Chaplin, actor
- Karl Amadeus Hartmann: Chaplin-Ford-Trott (1923-1930)
- Salvador Bacarisse: Charlot (1933; Ramón Gómez de la Serna), com a personatge mut[76]

Rodolfo Valentino, actor de cinema nord-americà
- Dominick Argento: The dream of Valentino (1994)

Peg Entwistle, actriu gal·lesa establerta als EUA
- Kevin March: Leading lady (2004, 16-5, Nova York, New York Dixon Place; Kim Yaged), chamber opera/musical

Jack Blackburn, boxejador nord-americà

Joe Louis, boxejador
- Frank Proto: Shadowboxer (2010, 17-4, University's Clarice Smith Performing Arts Center, College Park, Maryland, EUA ; John Chenault)[66]

Josh Gibson, jugador de bèisbol
- Daniel Sonenberg: The summer king (2017, 29-4, Pittsburgh Opera, Pittsburgh ; Daniel Nester)[77]

Charles Lindbergh, aviador nord-americà
- Paul Hindemith i Kurt Weill: Der Lindberghflug (El vol de Lindbergh)
::Després se n'eliminà la part de Hindemith i es retitulà: The Flight across the Ocean.

Gertrude Stein, mecenes nord-americana

Alice B. Toklas, escriptora

Man Ray, fotògraf i artista nord-americà

Scott Fitzgerald, escriptor nord-americà

Ernest Hemingway, escriptor nord-americà
- Ricky Ian Gordon: Twenty-seven (2014, Royce Vavrek)

Woodrow Wilson, 28è president dels EUA
- David Blake: Scoring a century (2011, 4-3, Crescent Theatre, Birmingham ; Keith Warner)[61]

Franklin Delano Roosevelt, 32è president dels EUA
- Richard Rodgers: I'd rather be right (1937, musical)

Edward Hopper, pintor nord-americà
- Reinhard Febel: Triptychon: Frida, Das Gespensterhaus, Raum 17 (2009, Tobias Ribitzki)

Groucho Marx, actor nord-americà
- Brian Ferneyhough: Shadowtime (2005, Charles Bernstein)

Hedy Lamarr, actriu i inventora estatunidenca
George Antheil, músic i inventor estatunidenc
- Giovanni Mancuso: Atlas 101, "spy-opera onirico-matematica in 17 quadri" (2017, 17-11, Teatro comunale, Treviso; G. Mancuso)

Ezra Pound, poeta estatunidenc
- Frans Winther: Ezra, "opera on the life and poems of Ezra Pound" (2005, 27-8, Knudsens, Holstebro, Dinamarca; Peter Laugesen)
- Jonathan Brielle: Himself and Nora, musical (2005, Old Globe Theater, San Diego, Calif.; revisió: 2012, New York Musical Theater Festival)
- Alexei Siumak: Cantos (2016, 7-12, Teatr operi baleta, Perm, Rússia; textos de Pound)

Eugene O'Neill, dramaturg estatunidenc
Carlotta Monterey, esposa seva
Mary McCarthy, escriptora
- Jeanine Tesori: A blizzard in marblehead neck (2011, 21-7, Glimerglass Opera, Cooperstown, N.Y. (EUA); Tony Kusher)

Shoeless Joe Jackson i altres jugadors dels Chicago White Sox, jugadors de bèisbol implicats en un escàndol de corrupció
- Joel Puckett: The fix (2019, 16-3, Ordway Theater, Minnesotta ; Eric Simonson)[78]

Newton Arvin, filòleg estatunidenc
- Eric Sawyer: The scarlet professor (2017, 15-9, Northampton, Massachusetts ; Harley Erdman)[79]

### Iberoamèrica
Esteban Montejo, esclau cubà fugitiu
- Hans Werner Henze: El cimarrón: Biographie des geflohenen Sklaven Esteban Montejo (1970, Berliner Festspiele, Berlín; Hans Magnus Enzensberger), revisió com a: La cubana, oder En Leben für die Kunst (1974, 4-3, Nova York; Hans Magnus Enzensberger)

Rubén Darío, poeta nicaragüenc
- Giorgio Battistelli: El otoño del patriarca (2004)

Antonieta Rivas Mercado, escriptora i feminista mexicana
- Federico Ibarra: Antonieta, un ángel caído (2010, 27-20, T. Raúl Flores Canelo, Mèxic ; Verónica Musalem)

Emiliano Zapata, líder mexicà
- Lleonard Balada: Zapata (1984, San Diego Opera ; L. Balada)
- Lleonard Balada: La muerte de Colón (1996, est. 2005, 15-1, Carnegie Music Hall, Pittsburgh ; L. Balada)

Diego Rivera, pintor mexicà
Guadalupe Marín, model mexicana, segona esposa de Diego Rivera
- Robert Xavier Rodriguez: Frida

Frida Kahlo, pintora mexicana
- Robert Xavier Rodriguez: Frida (1991, Hillary Blecher, Migdalia Cruz)
- Minas Alexiadis: Viva la vida (1996, 5-5, Stavros Niarkos Hall, Atenes ; M. Alexiadis)
- Reinhard Febel: Triptychon: Frida, Das Gespensterhaus, Raum 17 (2009, Tobias Ribitzki)
- Marcela Rodríguez: Las cartas de Frida (2011, 26-11, Castell de Heidelberg ; textos de F. Kahlo)

Olga Benário Prestes, militant comunista brasilera, activa a Alemanya

Luís Carlos Prestes, polític comunista brasiler
- Jorge Antunes: Olga (2006, 14-10, Teatro Municipal, São Paulo, Brasil ; Gérson Vale)[80]

### Àfrica
Mririda n’Ait Attik, poeta amazic
- Ahmed Essyad: Mririda (2016, Claudine Galea)

## 1970-2000
José Pérez Ocaña "Ocaña", artista i activista LGBTI andalús resident a Barcelona
- Marc Sambola: Ocaña, reina de las Ramblas (2018, 15-2, Neuköllner Oper, Berlín; Marc Rosich)[96]

Jorge Oteiza, escultor basc
- Juanjo Eslava: Oteiza (2019, 5-9, Museo de la Universidad de Navarra, Pamplona; Juanjo Eslava), "ópera monodrama en un acto"; el personatge representa el pensament d'Oteiza, no directament l'escultor[97]

Raffaella Carrà, cantant i presentadora italiana
- Lamberto Curtoni: Raffa in the sky (2023, 8-10, Teatro Donizetti, Bèrgam ; Renata Ciavarino, Alberto Mattioli)[98]

### França
Brigitte Bardot, actriu francesa
- Igor Wakhévitch: Être Dieu: opéra-poème, audiovisuel et cathare en six parties 
::(1974, sense representar; Manuel Vázquez Montalbán, creació de Salvador Dalí): l'actriu interpreta Bardot fent de carxofa.

### Mònaco
Princesa Gràcia de Mònaco, actriu nord-americana i esposa del príncep Rainer II de Mònaco.
- Michael Daugherty: Jackie O (1997, 14-3, Cullen Theater, Houston, Texas, EUA ; Wayne Koestenbaum)[90]

### Regne Unit
Oliver Sacks, neuròleg, psiquiatre i escriptor britànic
- Michael Nyman: The man who mistook his wife for a hat (1986, 27-10, Institute of Contemporary Arts, Londres; Christopher Rawlence), com a Dr. S.

Eugène Goossens, compositor i director d'orquestra anglès
- Drew Crawford: Eugene & Roie (primera part: 2004, 17-1, Sydney Festival, Sydney; Anatoly Frusin)

Margaret Tatcher, primera ministra britànica
- Torsten Rasch: Die Formel (2018, 2-3, Stadttheater Bern, Berna; Doris Reckewell)

Diana Spencer, princesa de Gal·les
- Stefan Hippe: A Lady DIes (2000, 12-3, Musiktheater, Nuremberg; Gerhard Falkner), "Kammeroper"; la princesa no hi apareix, però s'hi fa constant referència
- Enjott Schneider: Diana: cry for love , òpera (2002, 10-12, Theater Görlitz; Wolfgang Rögner)[99]
- Jonathan Dove: When she died... (Death of a Princess) , òpera per a televisió (2002, 25-8, Channel 4, Londres; David Harsent)

Sarah Kane, autora teatral
- Philip Venables: 4.48 psychosis (2016, 24-5, Lyric Hammersmith, Londres ; P. Venables, amb textos de S. Kane)[100]

### Països Baixos
Reina Guillemina I dels Països Baixos
- [[[David Byrne]], Hans Peter Kuhn, Gavin Bryars, Philip Glass i altres: The Civil Wars: a tree is best measured when it is down, òpera en sis parts, cadascuna d'autors diferents (1984, no representada en el conjunt; secció de Rotterdam: 1983, Rotterdam; secció de Colònia: 1984, 19-1, Schauspielhaus Köln, Colònia; secció de Roma: 1984, 3, T. dell'Opera, Roma; Robert Wilson i Heiner Müller, Maita di Niscemi, Etel Adnan)

### Escandinàvia
Elgard Jonsson, psiquiatre suec
- Carl Unander-Scharin: Tokfursten (1996, 25-7, Stiftelsen Internationella Vadstena-Akademien, Vadstena (Suècia) ; Magnus Carlbring, Nils Spangenberg, Carl Unander-Scharin)[101]

Kjetil André Rekdal, futbolista noruec

Tore André Flo, futbolista noruec

Egil Østentad, futbolista noruec
- Helge Førde: Norge-Brasil: ein fotballopera (2010, 5-10, Opera Nordfjord, Eidsgata, Noruega; Are Kalvø)

### Estats eslaus
Bohumil Hrabal, escriptor txec
Marie Božena Kiliánová, mare seva
Eliška Plevová, Pipsi, esposa seva
- Miloš Orson Štědroň: Hrabal (2017, 14-12, Národní divadlo, Praga; M. O. Štědroň)[102]

Gueorgui Dimitrov, líder comunista búlgar
- Luigi Nono: Al gran sole carico d'amore (1975, 4-4, T. Lirico, Milà ; textos aplegats per L. Nono i Iuri Liubimov)

Vladímir Putin, president de Rússia
Mikhail Khodorkovski, oligarca rus
Roman Abramovitx, oligarca rus
- Periklis Liakakis: Khodorkovsky (2020, 27-2, Ethniké Lyriké Skené, Atenes; Kristine Tornquist)[103]

Borís Ieltsin, president de Rússia
- Evan Mack: Yeltsin in Texas (2020, 22-2, Lambert Hall, Houston, Texas, EUA; Joshua McGuire)

### Estats Units i Canadà
Alan Shepard, astronauta estatunidenc a l'Apollo 14
- David Meckler: Apollo 14: a space opera (2002, 9-5, Showcaser America Composers, Nova York; D. Meckler)

Andy Warhol, artista nord-americà
- Michael Daugherty: Jackie O (1997, 14-3, Cullen Theater, Houston, Texas, EUA ; Wayne Koestenbaum)[90]
- Philip Glass: The perfect American (2012, 22-1, T. Real, Madrid ; Rudy Wurlitzer)[46]

Dame Elizabeth Taylor, actriu britànica, resident als EUA
- Michael Daugherty: Jackie O (1997, 14-3, Cullen Theater, Houston, Texas, EUA ; Wayne Koestenbaum)[90]

Joe Biden, vicepresident dels EUA
- Curtis K. Hughes: Say it ain't so, Joe (2009, 19-9, Boston Conservatory, Boston ; C.K Hughes)

Philip K. Dick, escriptor nord-americà
- Tod Machover: VALIS (1987, 1-12, Centre Pompidou, París; T. Machover, Catherine Ikam, Bill Raymond); versió definitiva i en anglès (1988, 2, Experimental Media Facility, MIT, Cambridge, Massachusetts)

Henry Kissinger, Secretari d'Estat dels EUA
- John Adams: Nixon in China (1987, 22-10, Grand Opera, Houston; Alice Goodman)
- Mohammed Fairouz: The new Prince (2017, 24-3, Opera Forward Festival, Nationale Opera, Amsterdam; David Ignatius)

Richard Nixon, president dels EUA
 Pat Nixon, primera dama dels EUA
- John Adams: Nixon in China (1987, 22-10, Grand Opera, Houston; Alice Goodman)

Jim Thompson, coronel estatunidenc, presoner al Vietnam
- Tom Cipullo: Glory denied (2006, 5-5, Brooklyn College Opera Theater, Nova York; T. Cipullo a partir de Tom Philpott)[63]

Aristotelis Onassis, magnat grec
- Michael Daugherty: Jackie O (1997, 14-3, Cullen Theater, Houston, Texas, EUA ; Wayne Koestenbaum)[90]

Muhammad Ali, boxador estatunidenc
Odessa Clay, sa mare
- D. J. Sparr: Approaching Ali (2013, 8-6, Kennedy Center, Washington D.C. ; Mark Campbell, Davis Miller)[104]

Charles Manson, assassí nord-americà
- John Moran: The Manson family (1990, 17-7, Alice Tully Hall, Lincoln Center for the Performing Arts, Nova York; J. Moran)

Patty Hearst, filla de William Randolph Hearst, segrestada per un grup radical
- Anthony Davis: Tania (1992)
- Rob Zuidam: Freeze (1994)
- Philippe Hurel: Les pigeons d'argile (2014, Tanguy Viel), com a Patricia Baer

Harvey Milk, activista i polític homosexual de San Francisco, assassinat
Dan White, l'assassí
George Moscone, alcalde de San Francisco
- Stewart Wallace: Harvey Milk (1995, 21-1, Houston Grand Opera, Houston, EUA ; Michael Korie)

Leon Klinghoffer, nord-americà, i passatgers del creuer italià Achille Lauro, segrestat per l'OAP
- John Adams: The death of Klinghoffer (1991, 19-3, T. de la Monnaie, Brussel·les; Alice Goodman)[105]

 Helen Prejean, monja americana, abolicionista de la pena de mort
- Jake Heggie: Dead man walking (2000, 7-10, San Francisco Opera, San Francisco; Terrence McNally)

Anna Nicole Smith, model
Larry King, periodista de TV
- Mark-Anthony Turnage: Anne Nicole (2011, 17-2, Royal Opera House, Londres (Anglaterra); Richard Thomas)

Ruth Bader Grinsburg, jutgessa del Tribunal Suprem
Antonin Scalia, jutge del Tribunal Suprem
- Derrick Wang: Scalia/Ginsburg (2015, 11-7, Festival Theatre, Castleton, Virgínia; D. Wang)

Bill Clinton, president dels EUA
- Bonnie Montgomery: Billie Blythe (2011, 19-6, Little Rock (Arkansas, EUA), Women's City Club; Britt Barber)[106]
- Mohammed Fairouz: The new Prince (2017, David Ignatius)

Dick Cheney, vicepresident dels EUA
Monica Lewinsky, amant de Bill Clinton
- Mohammed Fairouz: The new Prince (2017, David Ignatius)

Hillary Rodham Clinton, primera dama dels EUA, senadora
- Curtis K. Hughes: Say it ain't so, Joe (2009, 19-9, Boston Conservatory, Boston ; C.K Hughes)
- Mohammed Fairouz: The new Prince (2017, David Ignatius)

Gwen Ifill, periodista de televisió
- Curtis K. Hughes: Say it ain't so, Joe (2009, 19-9, Boston Conservatory, Boston ; C.K Hughes)

Samuel Joseph Wurzelbacher, conegut com a "Joe the Plumber", lampista, celebritat de la TV nord-americana
- Curtis K. Hughes: Say it ain't so, Joe (2009, 19-9, Boston Conservatory, Boston ; C.K Hughes)

Steve Jobs, informàtic i empresari
- Roland Auzet: Steve Five (King different) (2014, Fabrice Melquiot); el protagonista es basa en les figures d'Enric V i Steve Jobs
- Mason Bates: the (r)evolution of Steve Jobs (2017, Mark Campbell)

Rita Joe, escriptora micmac del Canadà
- Victor Davies: The ecstasy of Rita Joe (2018, 24-3, St Lawrence Centre for the Arts, Toronto; V. Davies)[107]

### Iberoamèrica
Fidel Castro, dirigent polític de Cuba
- Luigi Nono: Al gran sole carico d'amore (1975, 4-4, T. Lirico, Milà ; textos aplegats per L. Nono i Iuri Liubimov)

Che Guevara, revolucionari argentí a Cuba
- Frank Lloyd Weber: Evita (1976, estrena: 1978, 21-6, Prince Edward Theatre, Londres;), musical

Reinaldo Arenas, escriptor cubà
- Jorge Martín: Before night falls (acte I: 2004, 1-6, Dance Theater Workshop, Nova York; completa: 2010, 6-6, Fort Worth Opera, Fort Worth, Texas; J. Martín, Dolores M. Koch)

Patricia Isasa, activista argentina pels drets humans
- Kristin Norderval: The trials of Patricia Isasa (2016, 13-1, Roulette Intermedium in Brooklyn, Nova York; Naomi Wallace)[108]

Olga Benário Prestes, militant comunista brasilera
- Jorge Antunes: Olga (2006, 14-10, T. Municipal, São Paulo; Gerson Valle)

Ronaldo Luis Nazário de Lima, futbolista brasiler
- Helge Førde: Norge-Brasil: ein fotballopera (2010, Det norske teatre, Oslo; Are Kalvø)[109]

### Àsia
Mao Zedong, líder xinès
- John Adams: Nixon in China (1987, 22-10, Wortham Theater Center, Houston; Alice Goodman), com a Mao Tse-tung
- Bright Sheng: Madame Mao (2003, 26-7, Santa Fe Opera, EUA; Colin Graham)[110]

Jiang Qing, quarta esposa de Mao Zedong
- John Adams: Nixon in China (1987, 22-10, Wortham Theater Center, Houston; Alice Goodman), com a Chiang Ch'ing
- Bright Sheng: Madame Mao (2003, 26-7, Santa Fe Opera, EUA; Colin Graham)[110]

Zhou Enlai, dirigent polític xinès
- John Adams: Nixon in China (1987, 22-10, Wortham Theater Center, Houston; Alice Goodman), com a Chou En-lai

Vicenç Ferrer i Moncho, religiós i cooperant català a l'Índia
- Joan Martínez Colàs: L'home del paraigua, òpera-collage (2010, 11-9, Gran T. del Liceu, Barcelona; J. Martínez Colàs)

Anchee Min, escriptora xinesa als EUA
- William Kraft: Red Azalea (2003, 7-2, UCSB Opera Theater, University of California, Santa Barbara; Christopher Hawkes)[111]

Ossama bin Laden, terrorista àrab
- Mohammed Fairouz: The new Prince (2017, 24-3, Opera Forward Festival, Amsterdam; David Ignatius)[112]

Rob Hall, muntanyer neozelandès
Beck Weathers, estatunidenca, supervivents del desastre de l'Everest de 1996
- Joby Talbot: Everest (opera)< (2015, 30-1, Margot and Bill Winspear Opera House, Dallas ; Gene Scheer)

### Oceania
Brett Whiteley, artista australià
Wendy Whiteley, esposa seva
Arkie Whiteley, actriu, filla seva
- Elena Kats-Chernin: Whiteley (2019, 15-7, Opera House, Sidney ; Justin Fleming)

Lindy Chamberlain i Michael Chamberlain, parella australiana condemnada per l'assassinat de la seva filla Azaria
- Moya Henderson: Lindy (2002, 25-10, Opera House, Sidney ; Judith Rodriguez)

Rob Hall, muntanyista neozelandès, mort a l'Everest
- Joby Talbot: Everest (2015, 30-1, Margot and Bill Winspear Opera House, Dallas; Gene Scheer)

Olegas Truchanas, fotògrafa de la natura australiana, d'origen lituà
- Constantine Koukias: Olegas (estrena parcial: 2007, IHOS Music Theatre and Opera, Hobart, Tasmània, Austràlia; Natasha Cica)

Arthur Stace, ciutadà australià que durant 35 anys guixà més de 500.000 cops la paraula "Eternity" als carrers de Sydney
- Jonathan Mills: The Eternity man (2003, 23-7, Almeida Theatre, Londres; Dorothy Porter)

## 2001-
Papa Francesc
- Ludger Vollmer: Crusades (2017, 14-1, Theater Freiburg; Tiina Hartmann)

Cecilia Giménez, aficionada que va restaurar el fresc de l'Ecce homo a Borja
Elías García Martínez, pintor, autor del fresc
- Paul Fowler: Behold the man (2016, 20-8, Santuario de la Misericordia, Borja; Andrew Flack)

Angela Merkel, cancellera d'Alemanya
George W. Bush, president dels EUA
- Fernando Buide: A amnesia de Clío (2019, 12-11, T. Colón, Corunya; Fernando Epelde)[113]

Sarah Palin, política dels EUA, governadora d'Alaska 
- Curtis K. Hughes: Say it ain't so, Joe (2009, 19-9, Boston Conservatory, Boston ; C.K Hughes)

Danny Chen, soldat estatunidenc d'origen xinès, víctima d'assetjament
- Huang Ruo: An American soldier (2014, 13-6, John F. Kennedy Center for the Performing Arts, Washington, DC ; versió ampliada: 2018, 3-6, Opera Theatre Saint Louis ; David Henry Hwang)[114]

45 soldats morts congelats a unes maniobres al volcà Antuco (Xile) el 18 de maig de 2005
- Sebastián Errázuriz: Viento blanco (2008, 5-3, Teatro Municipal, Santiago de Xile; Felipe Ossandón i Rodrigo Ossandón)

Maria Korp, dona australiana assassinada per l'amant del seu marit
Joe Korp, el seu marit
Tania Herman, amant del marit
- Gordon Kerry: Midnight son (2012, 5, Merlyn Theatre, Melbourne ; Louis Nowra),[116] com a Marisa i Ray Clark i Clara Johnson.